# Ford Fairlane (Австралия)
Ford Fairlane — полноразмерный автомобиль, выпускавшийся подразделением Ford Motor Company of Australia в разные периоды с 1959 по 2007 год. С 1959 по 1964 год австралийская модель была идентична американской. В первые годы автомобиль выпускался на сборочных заводах в Бродмидоузе и Квинсленде.

## Первое поколение (1959—1972)
С сентября 1959 по май 1962 и с марта 1967 по 1972 год в семейство входили полноразмерные автомобили, а с 1962 по 1965 — среднеразмерные.

### Обзор
- ZA (1967—1968)[4].
- ZB (1968—1969)[5].
- ZC (1969—1970)[6][7].
- ZD (1970—1972).

### Галерея

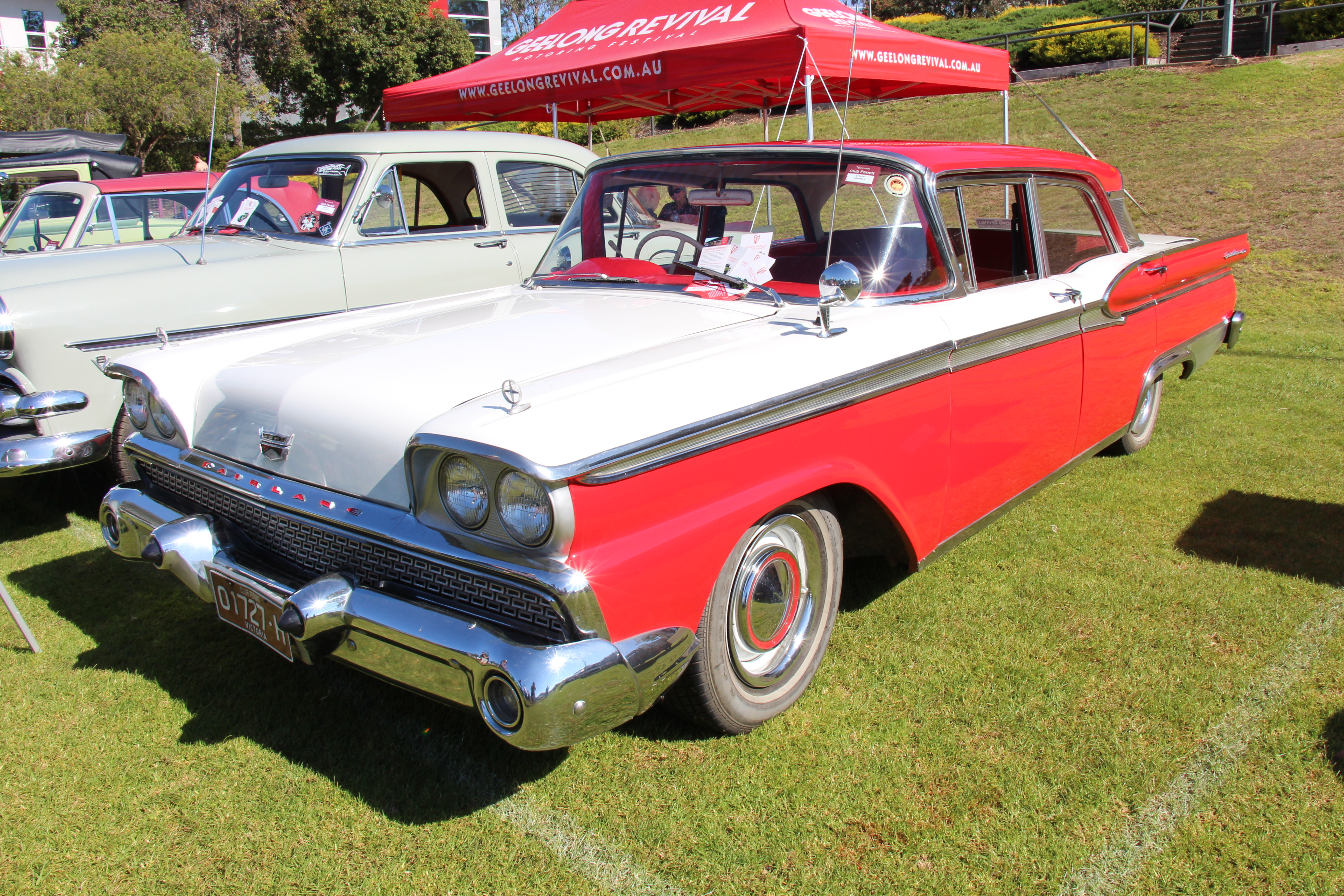
1959 Fairlane 500
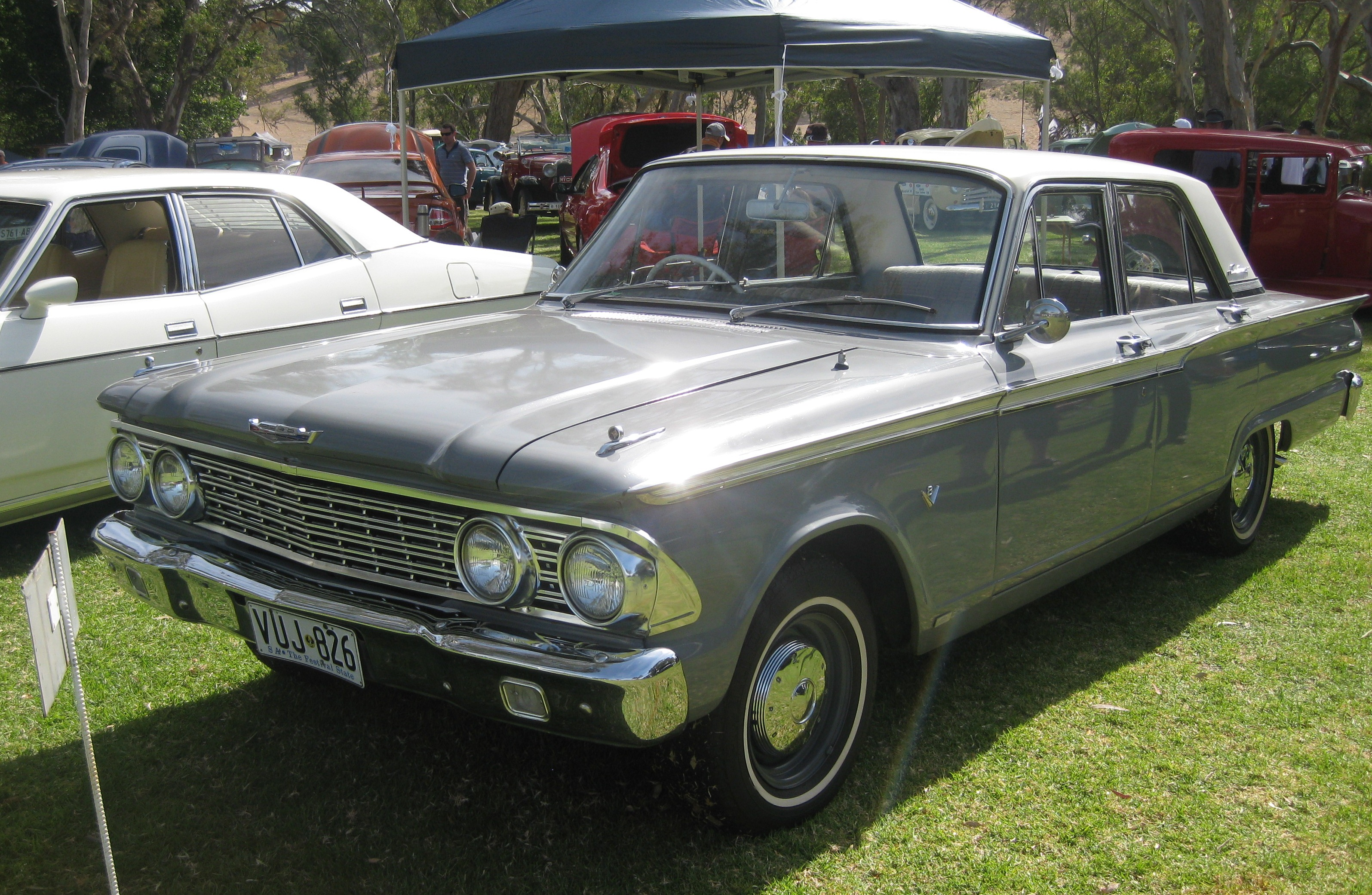
Ford Fairlane 500
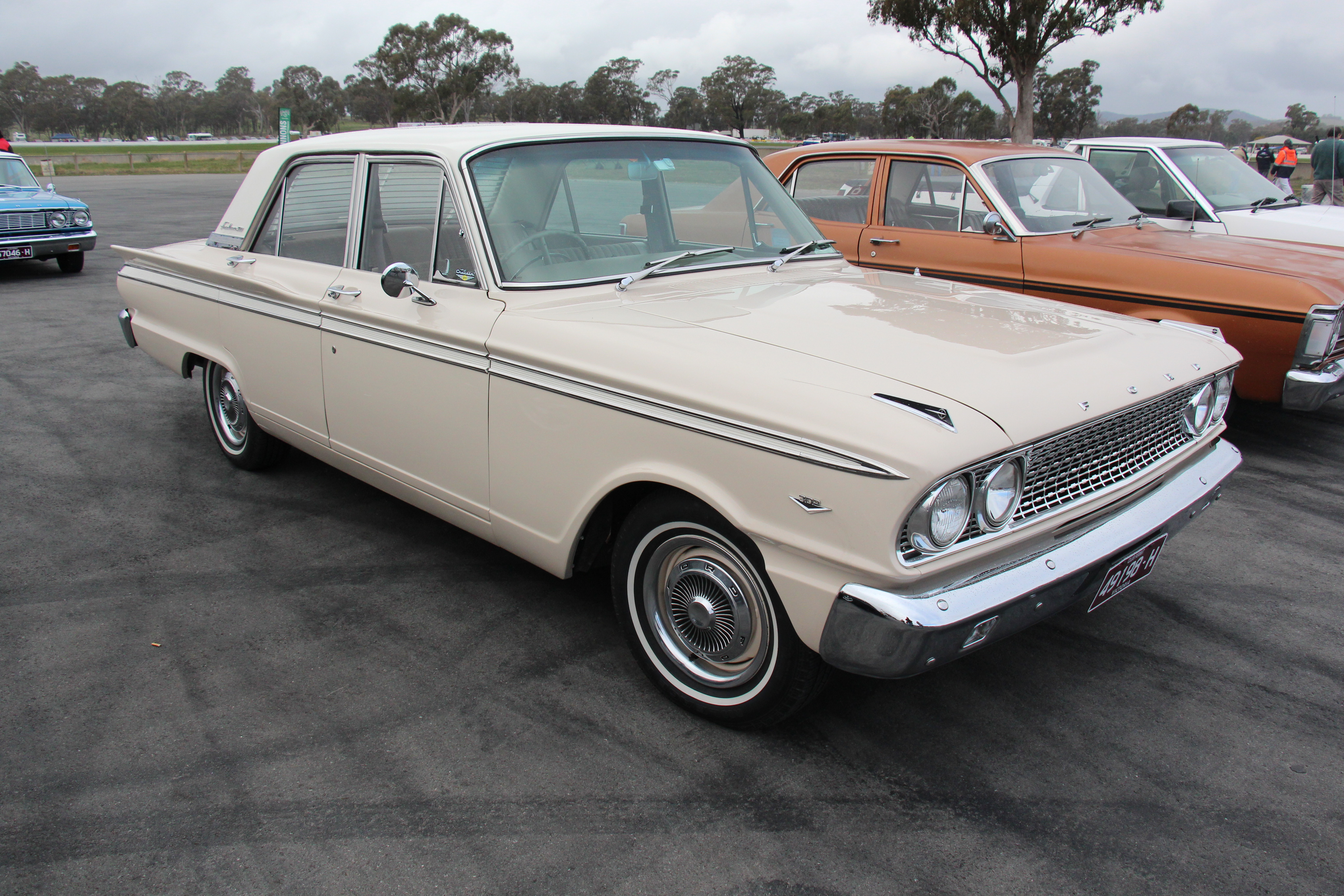
1963 Ford Fairlane (FC)
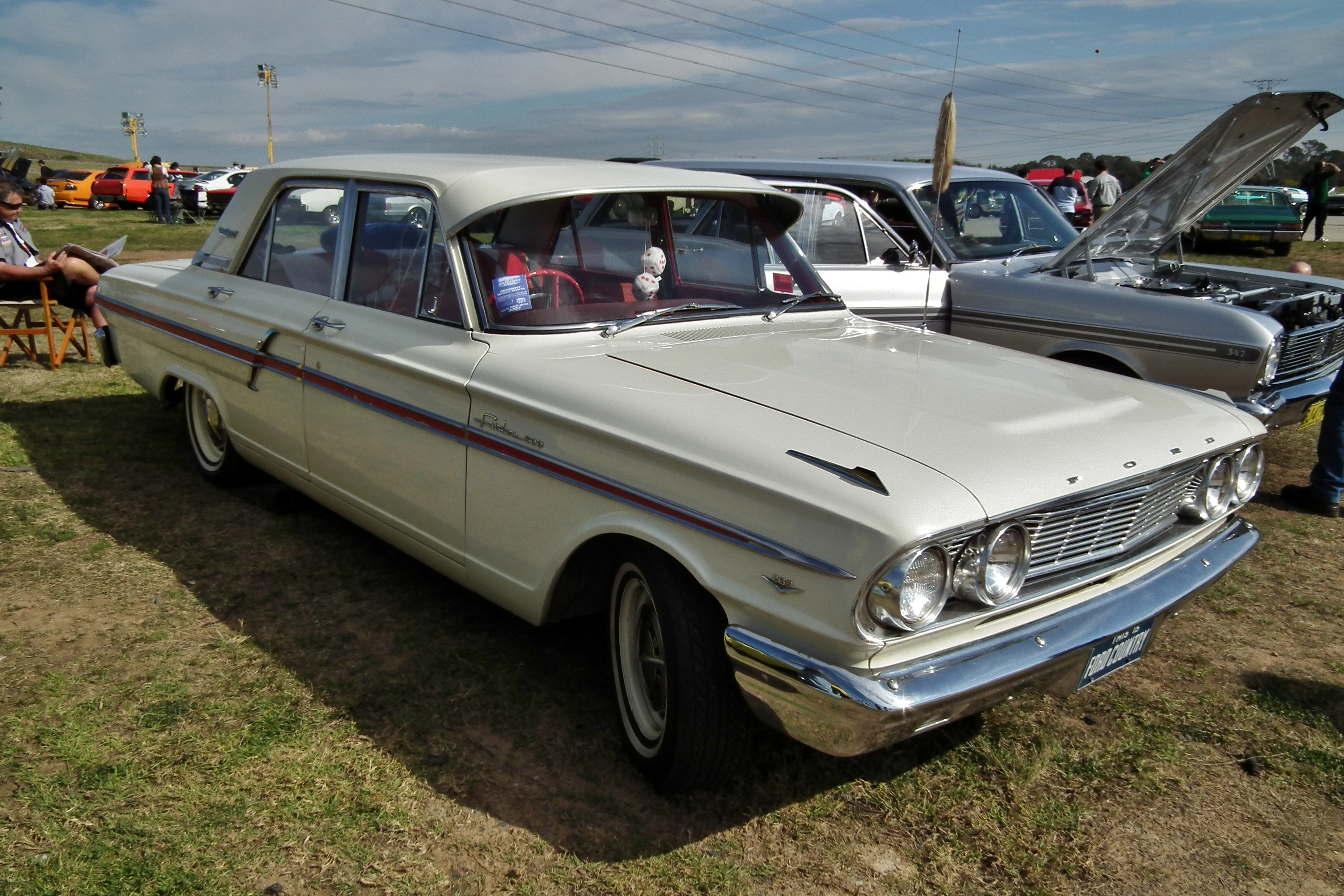
1964 Ford Fairlane 500
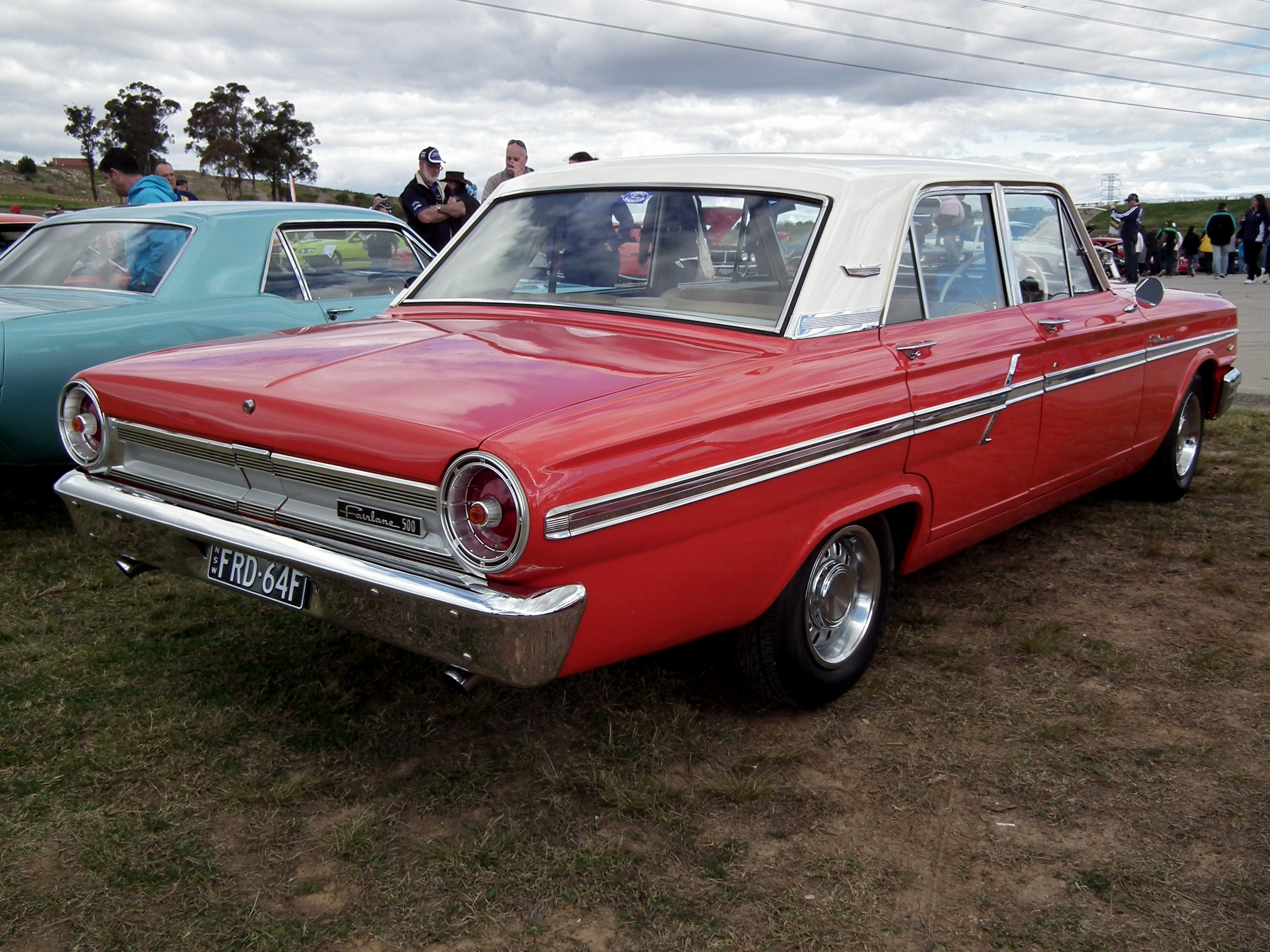
1964 Ford Fairlane 500
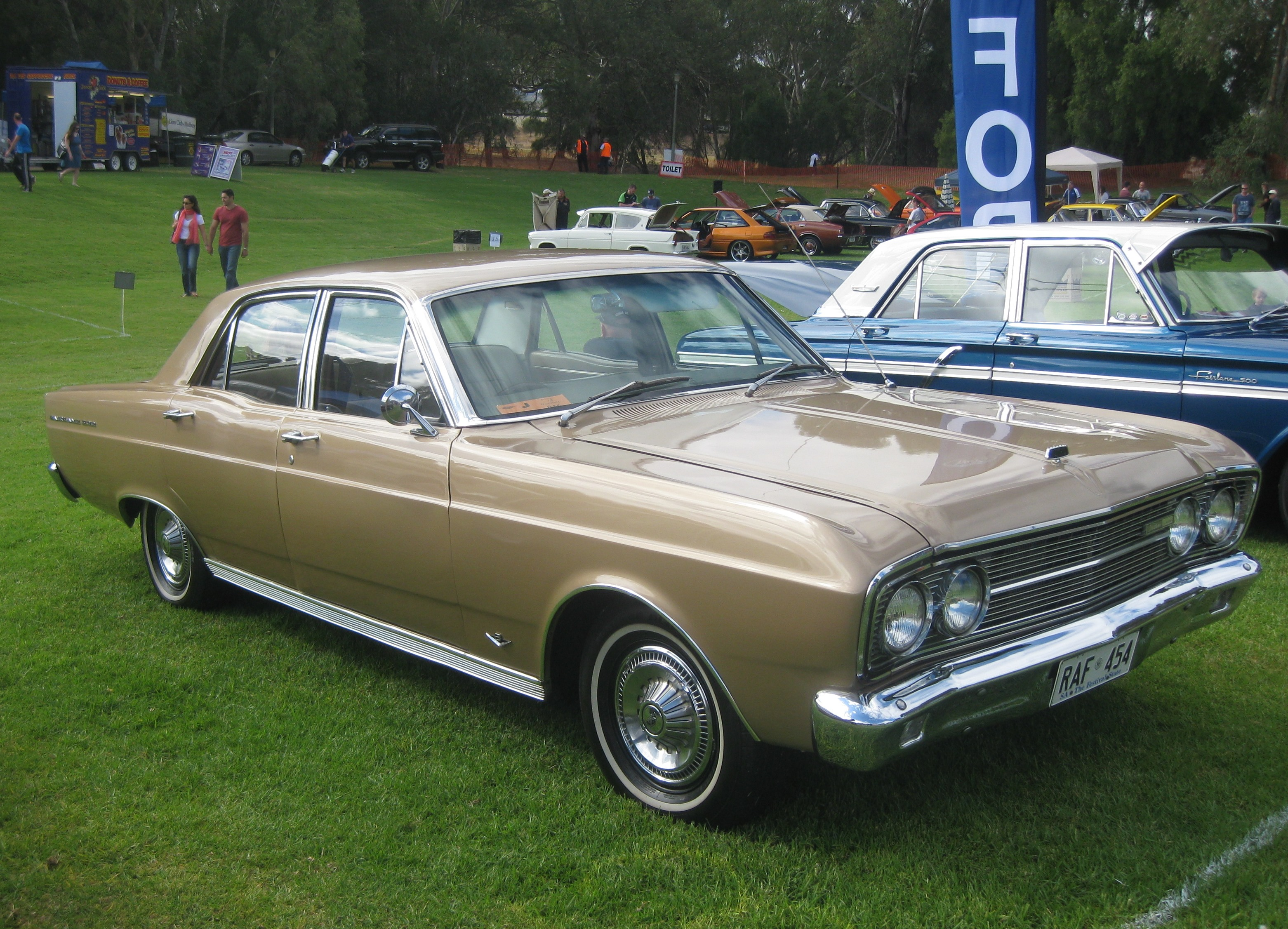
Ford Fairlane 500 (ZA)
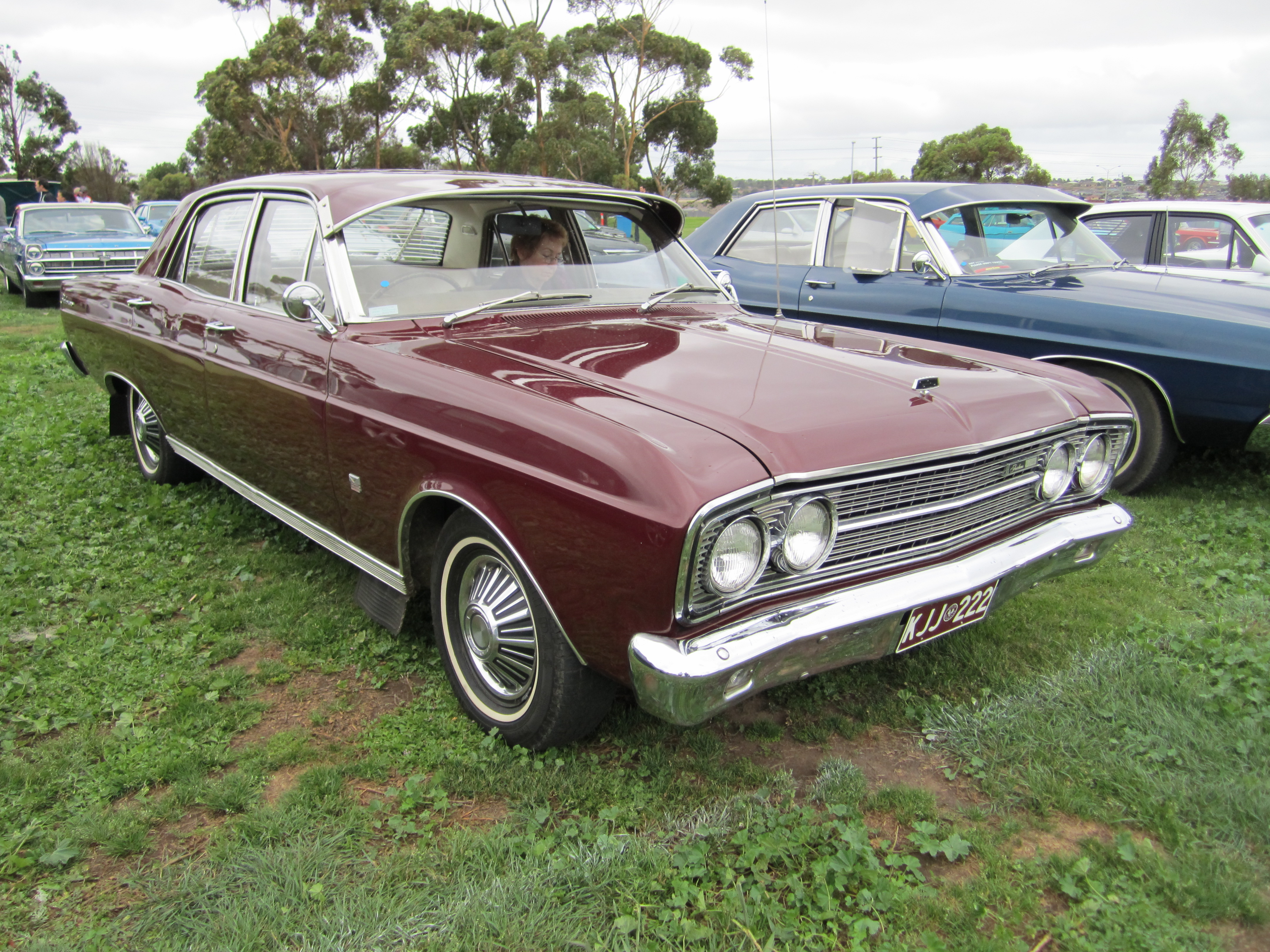
Ford Fairlane (ZB) 500
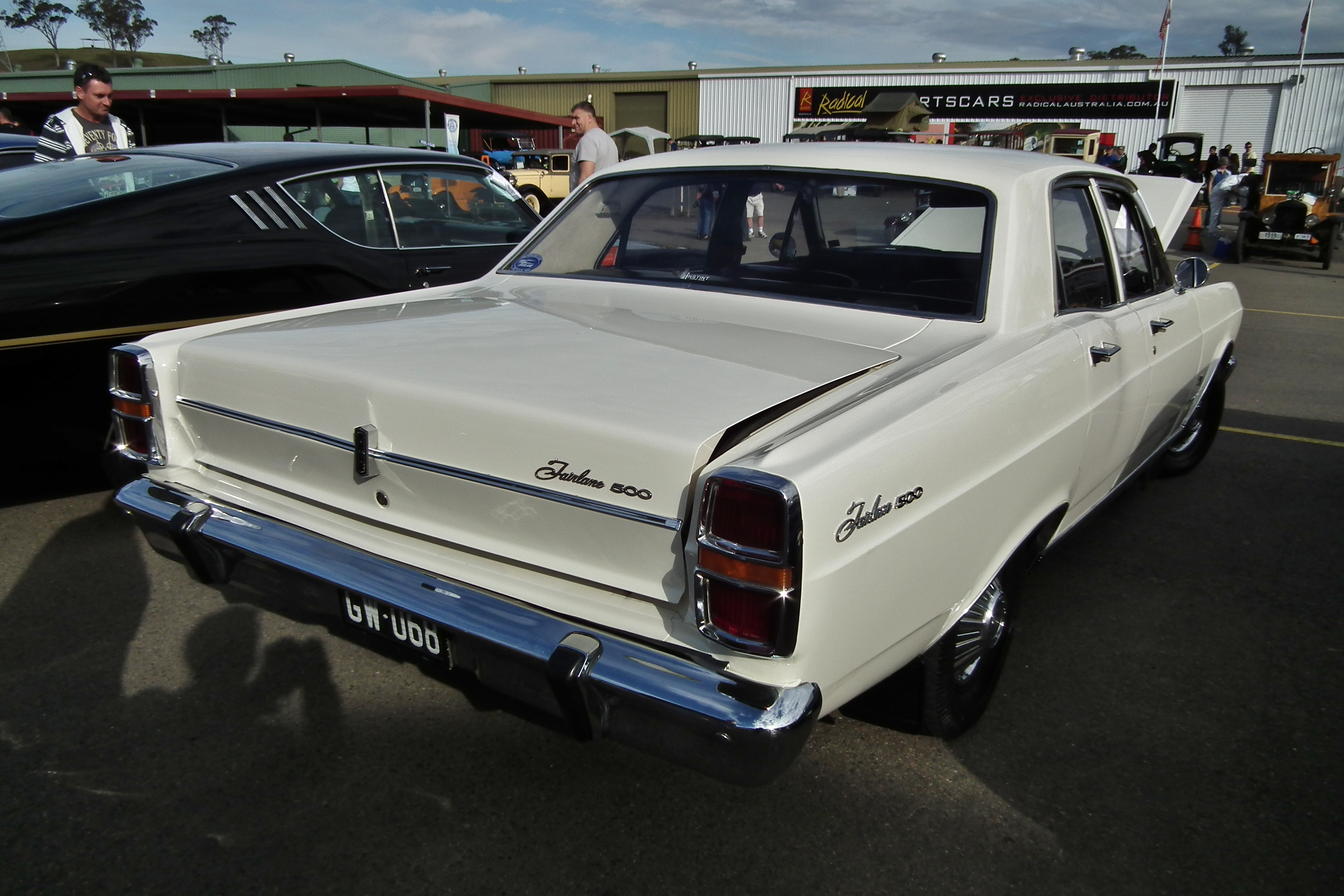
Ford Fairlane (ZB) 500
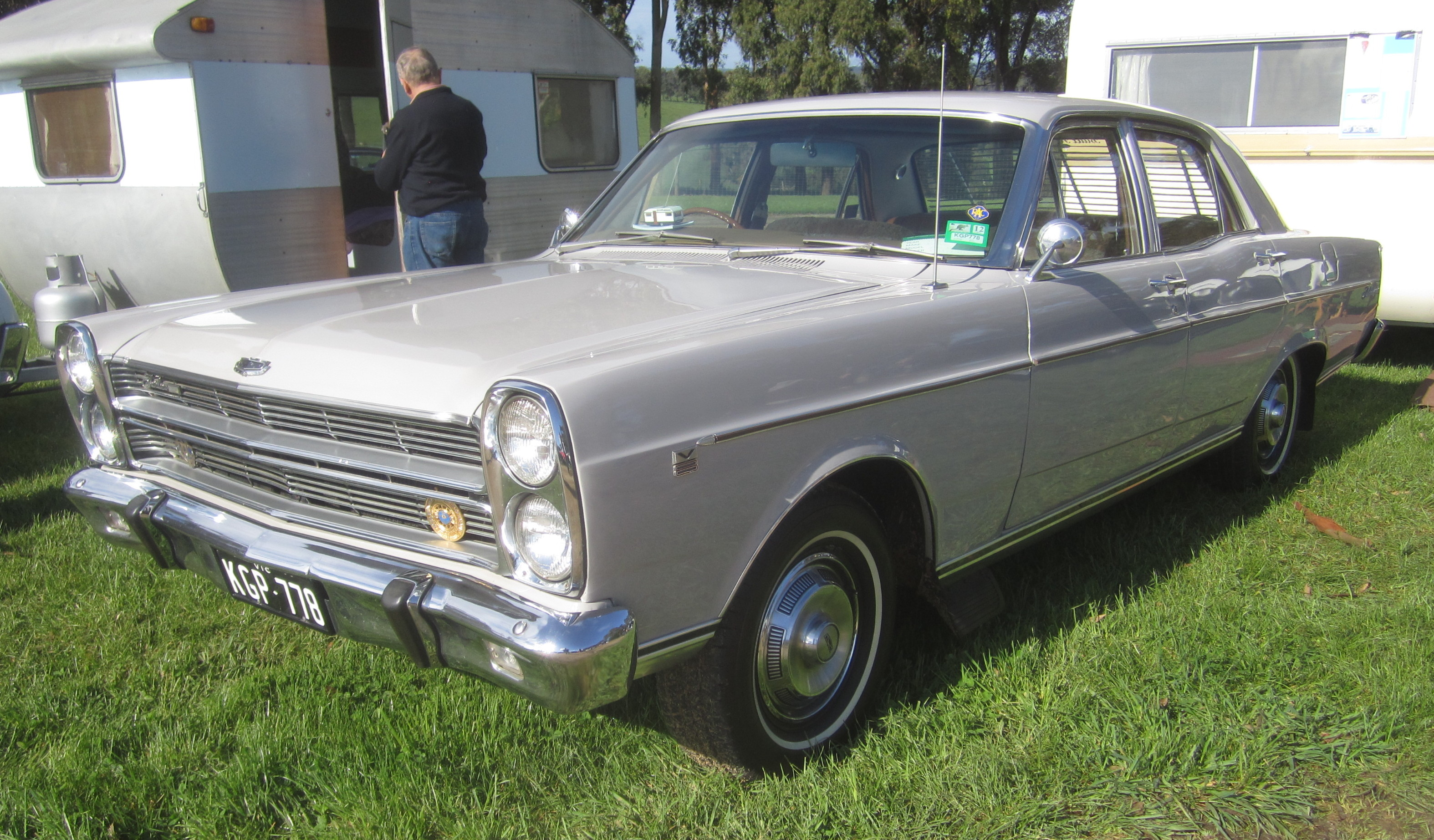
Ford Fairlane (ZC) 500
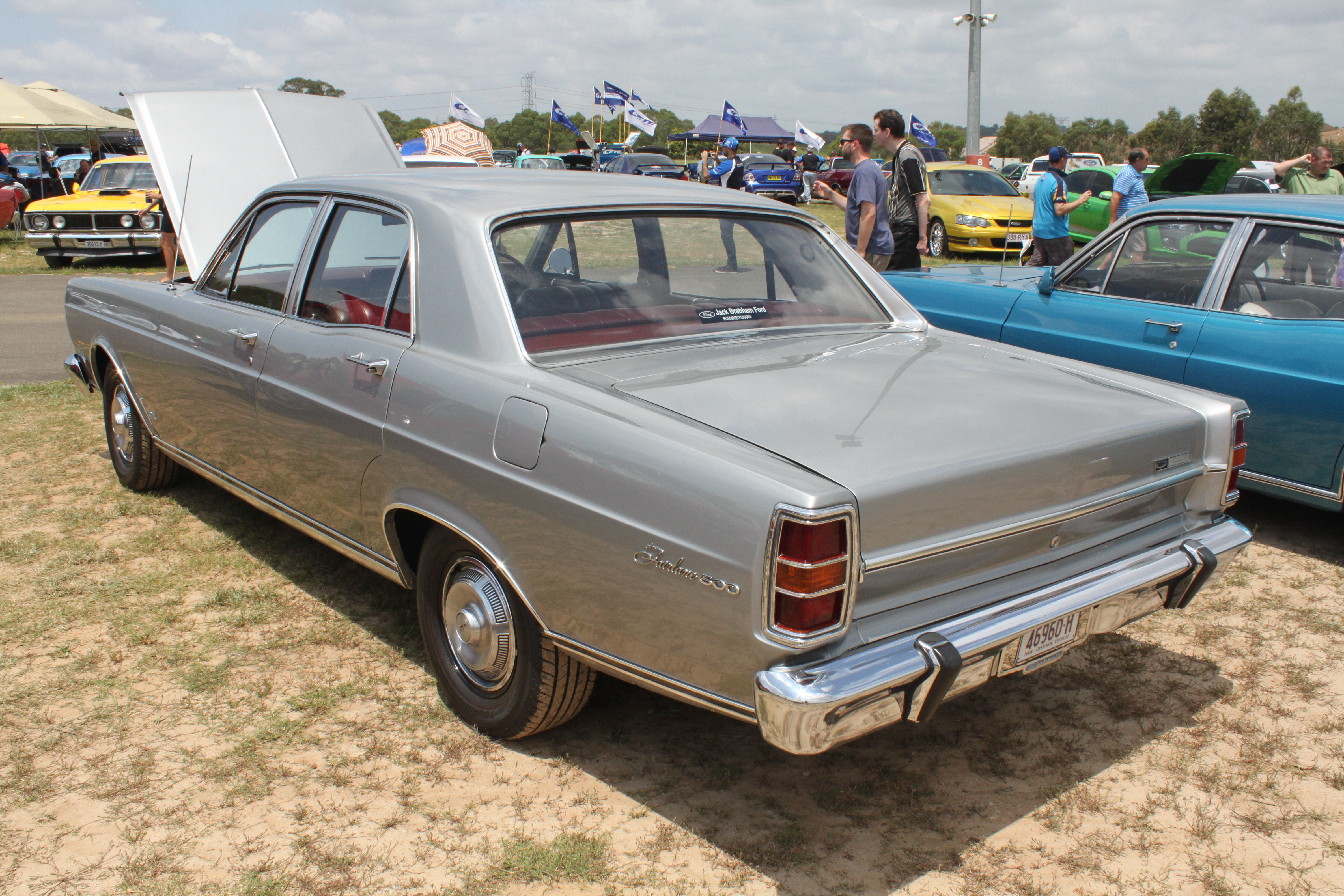
Ford Fairlane (ZC) 500
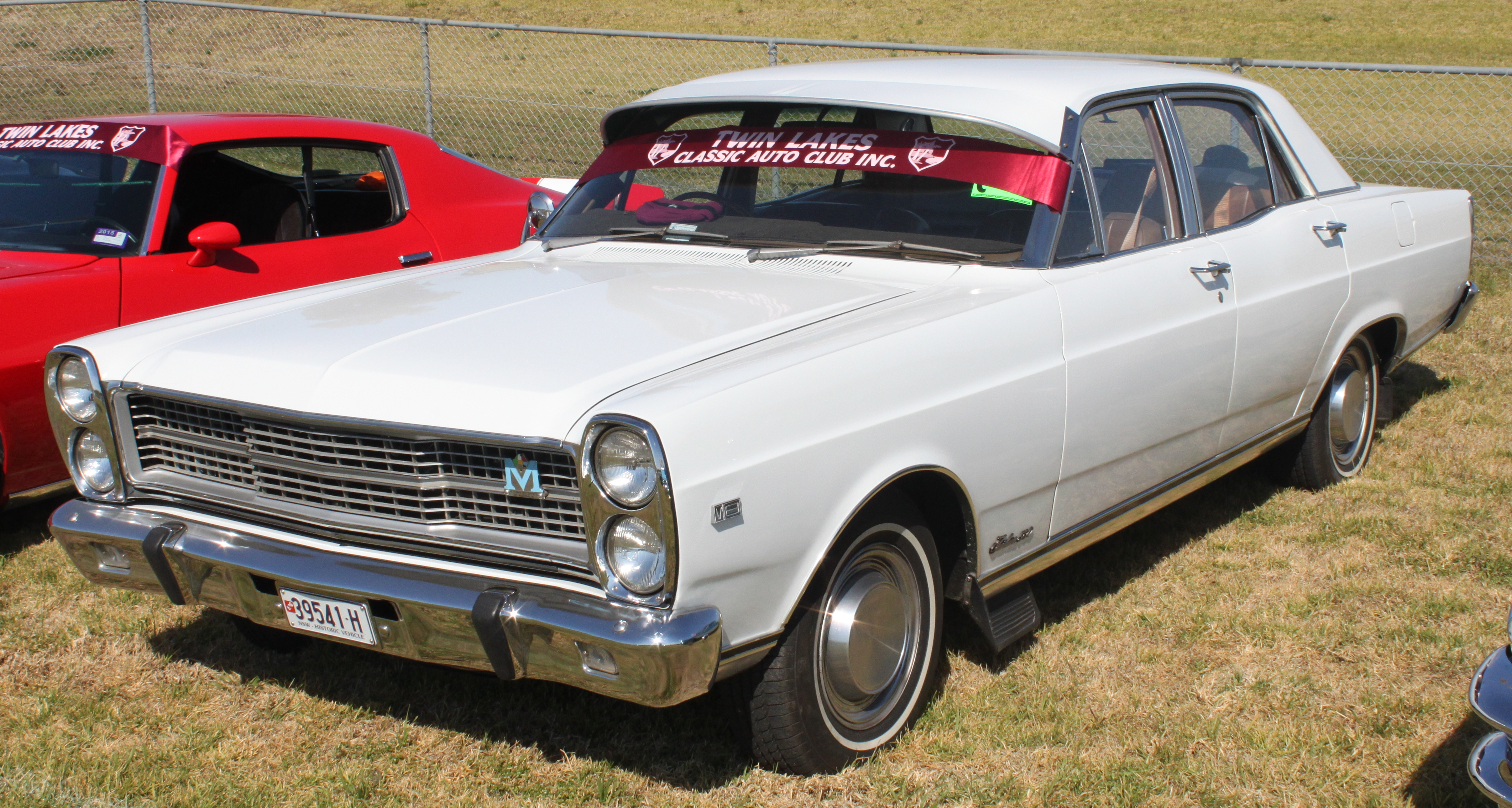
1970—1972 Ford Fairlane (ZD) 500
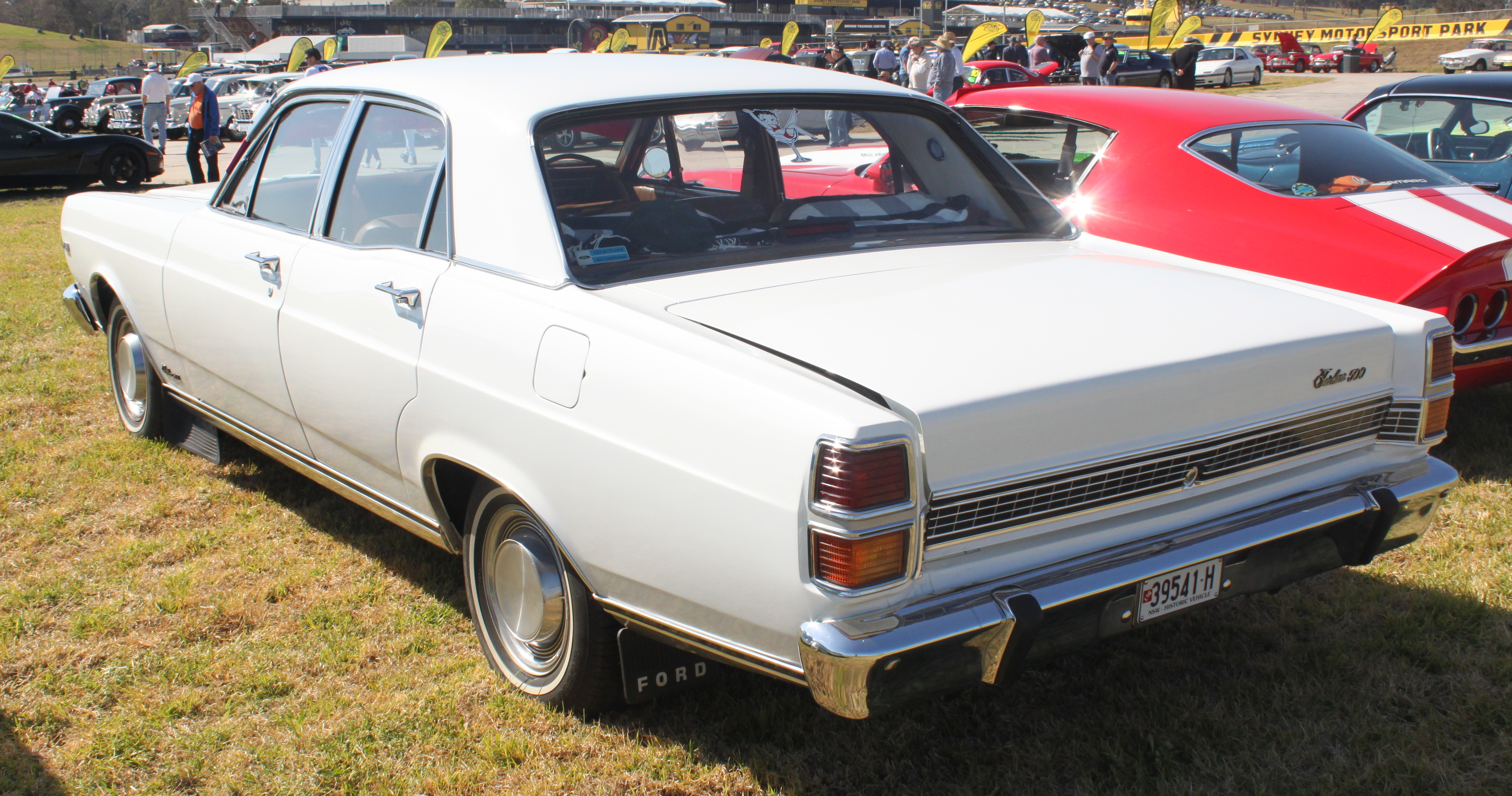
1971 Ford Fairlane (ZD) 500

## Второе поколение (1972—1979)
Второе поколение австралийских Fairlane выпускалось с апреля 1972 по 1979 год.

### Обзор
- ZF (1972—1973).
- ZG/P5 (1973—1976)[8].
- ZH/P6 (1976—1979)[9].

### Галерея

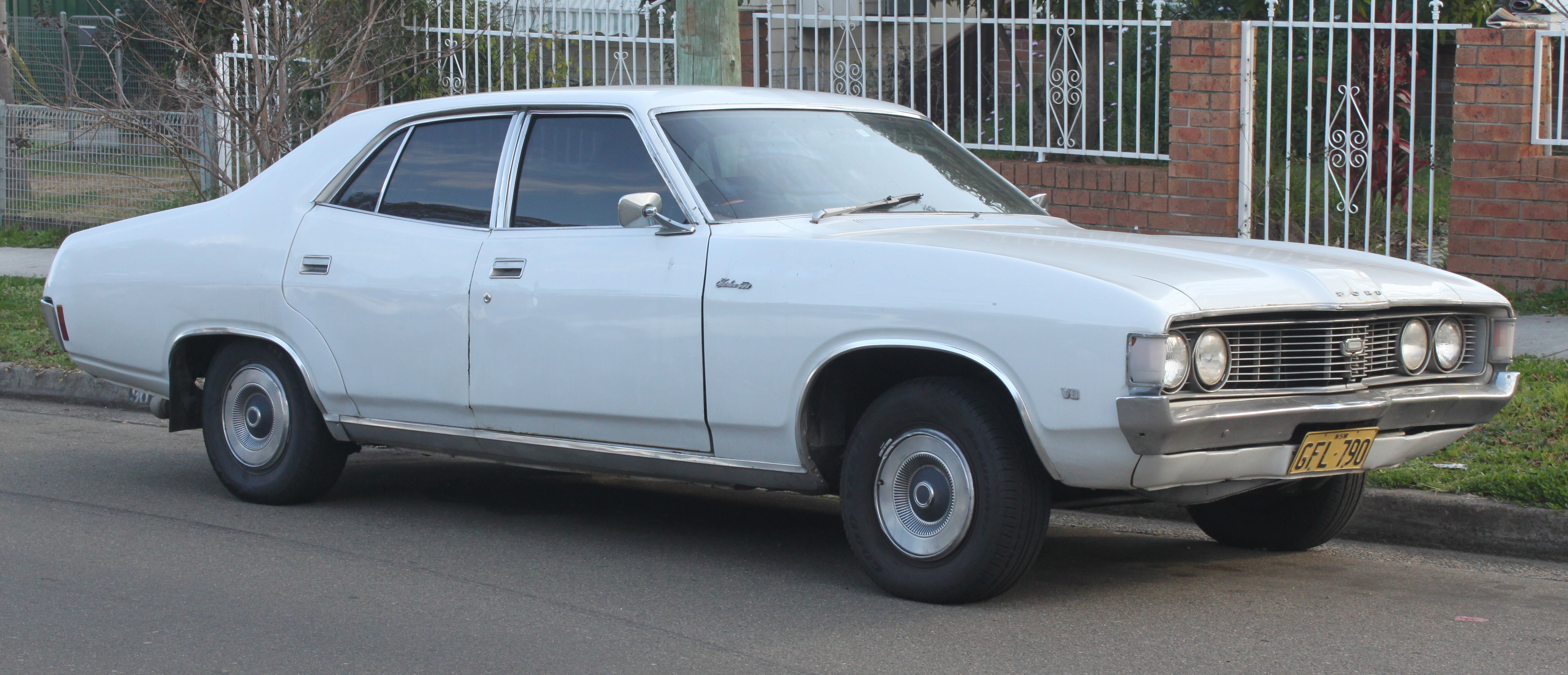
Ford Fairlane (ZF) 500
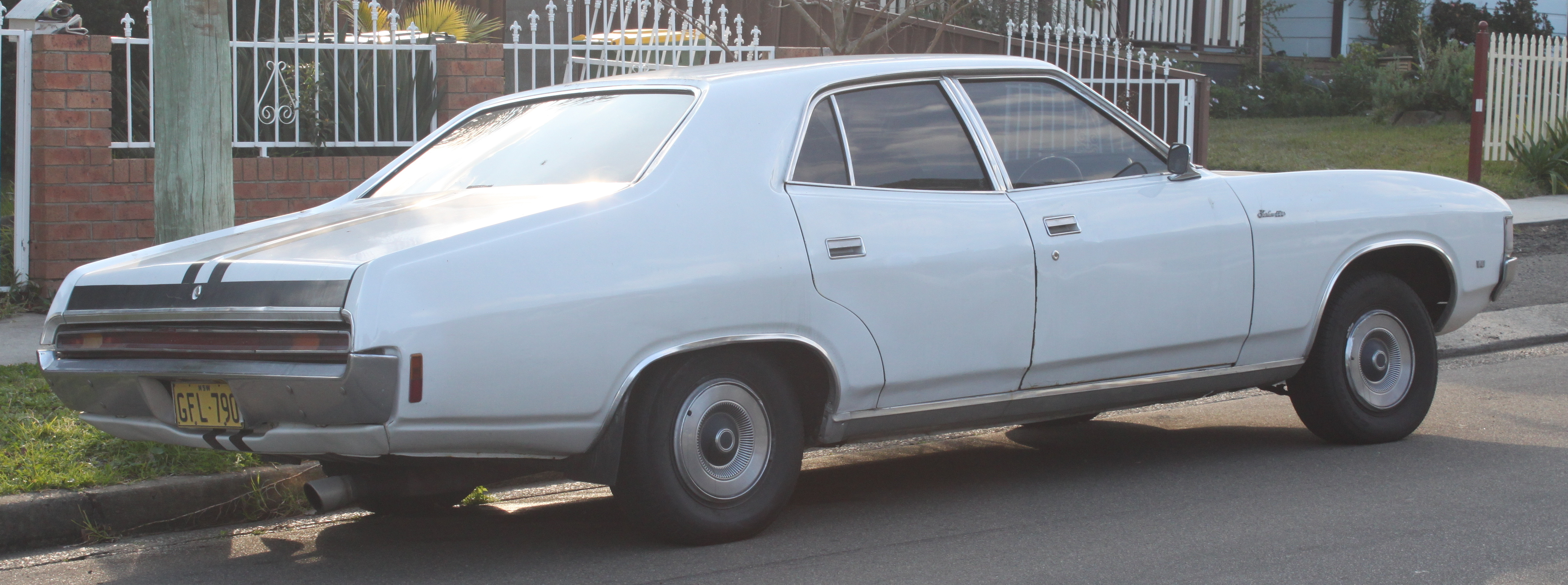
Вид сзади
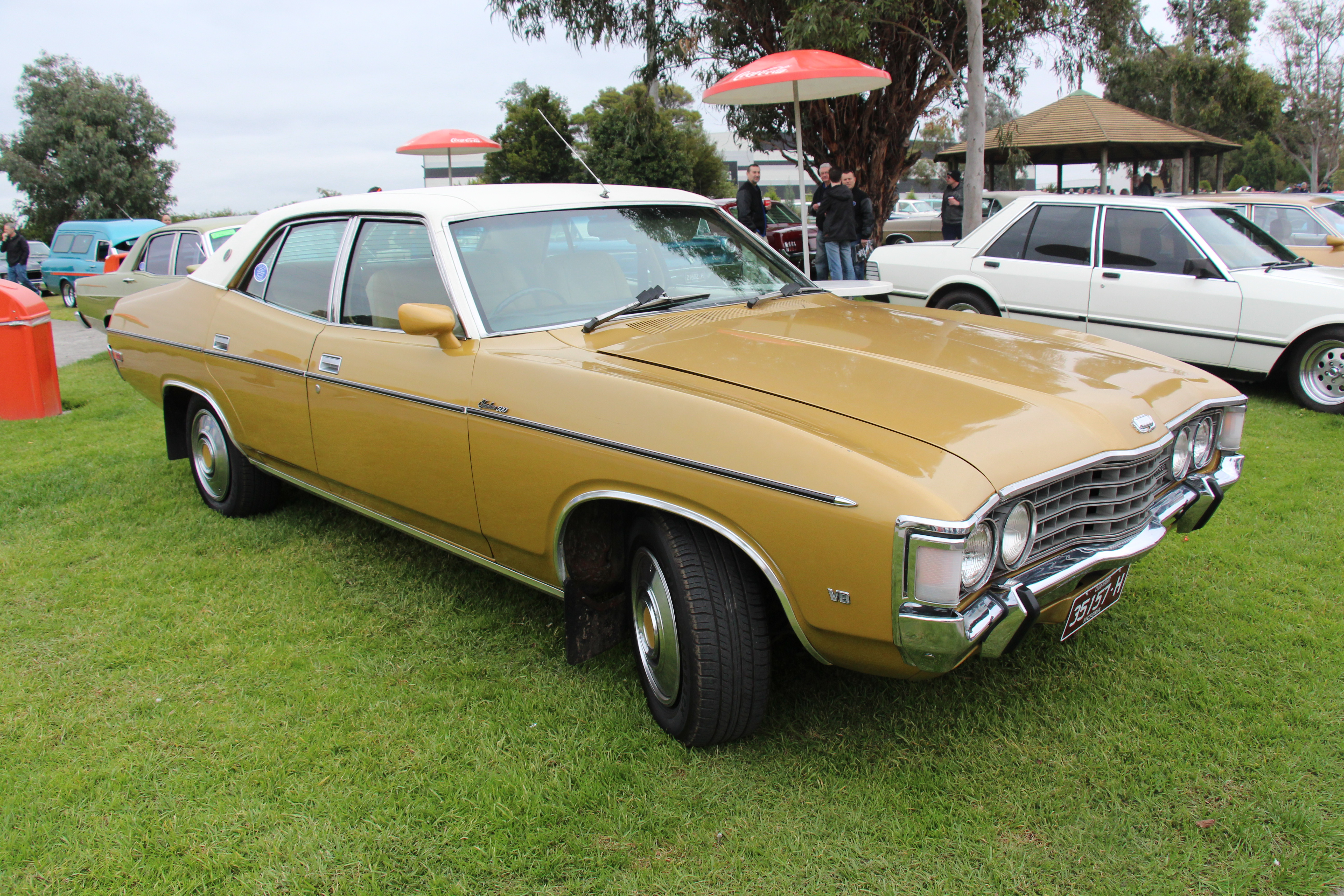
Ford Fairlane (ZG) 500
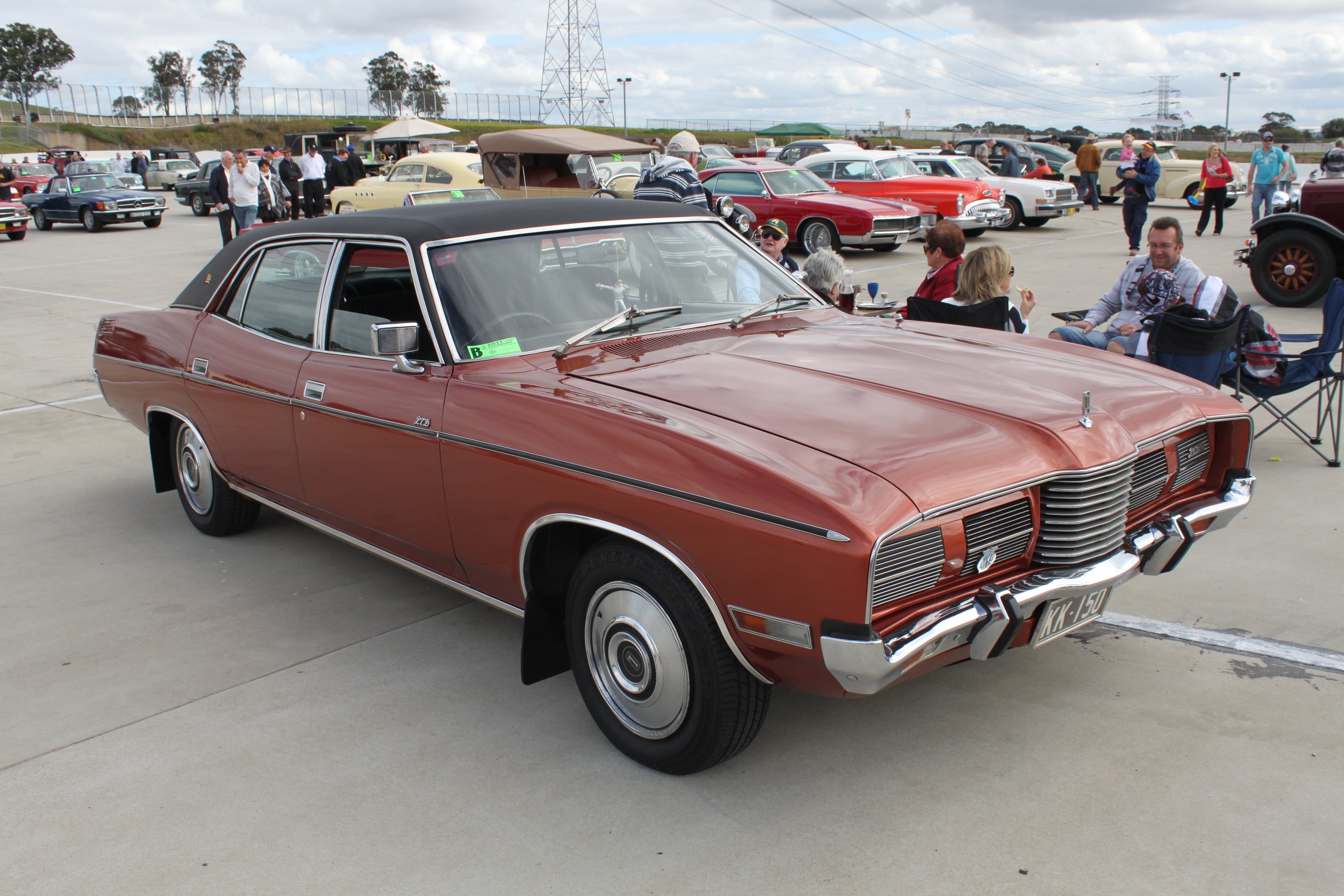
1973—1976 Ford LTD (P5)
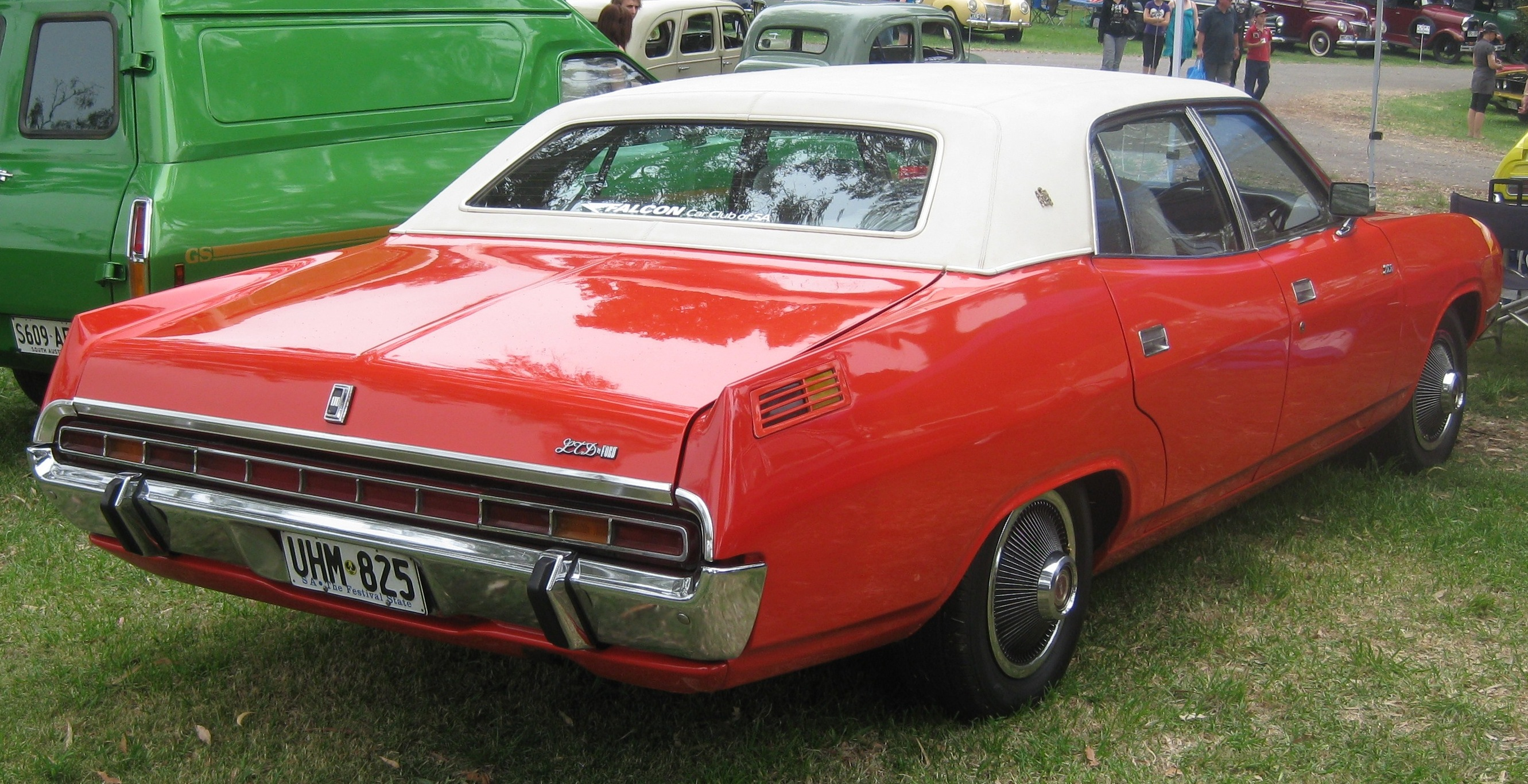
1973—1976 Ford LTD (P5)
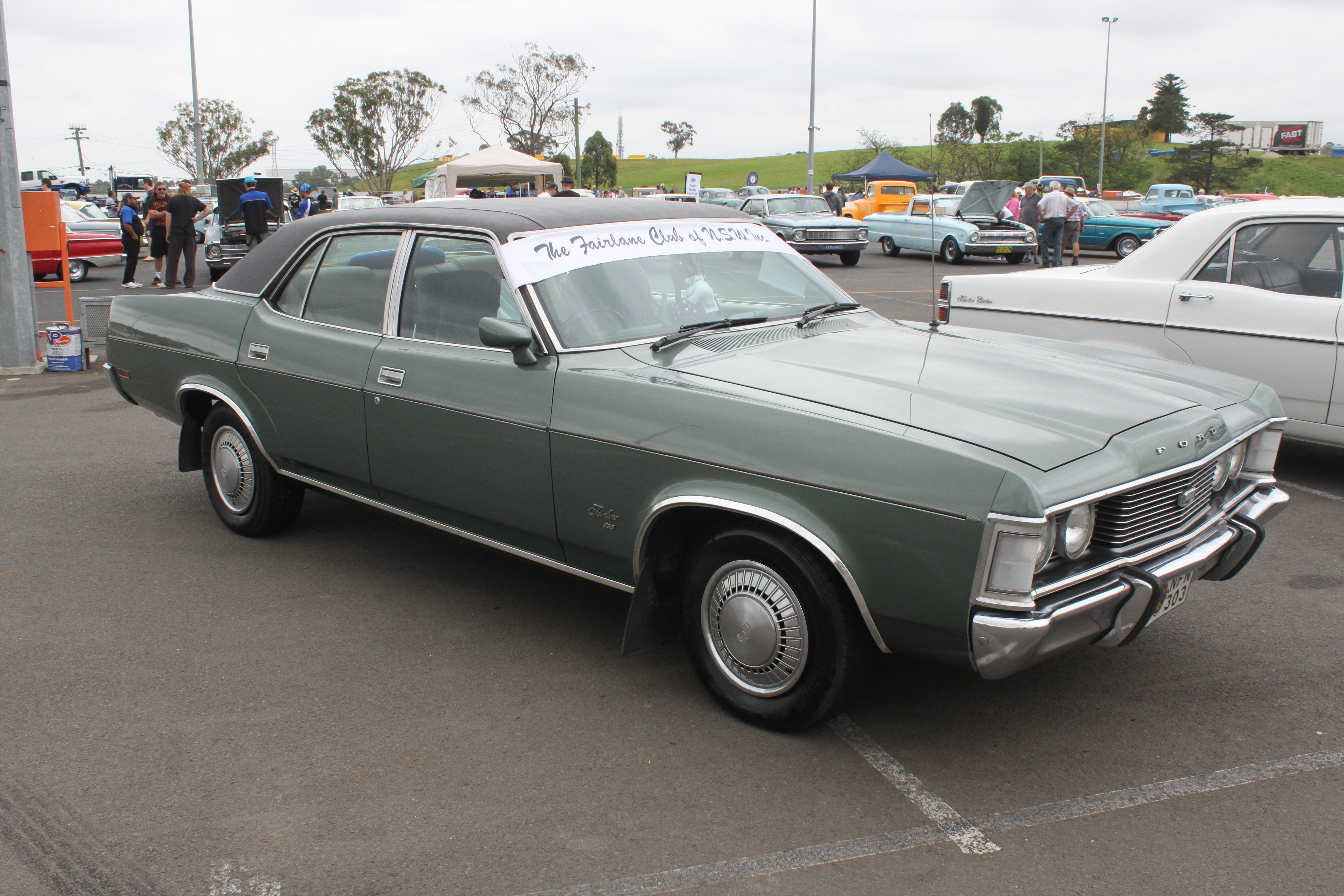
1976—1979 Ford Fairlane (ZH) 500
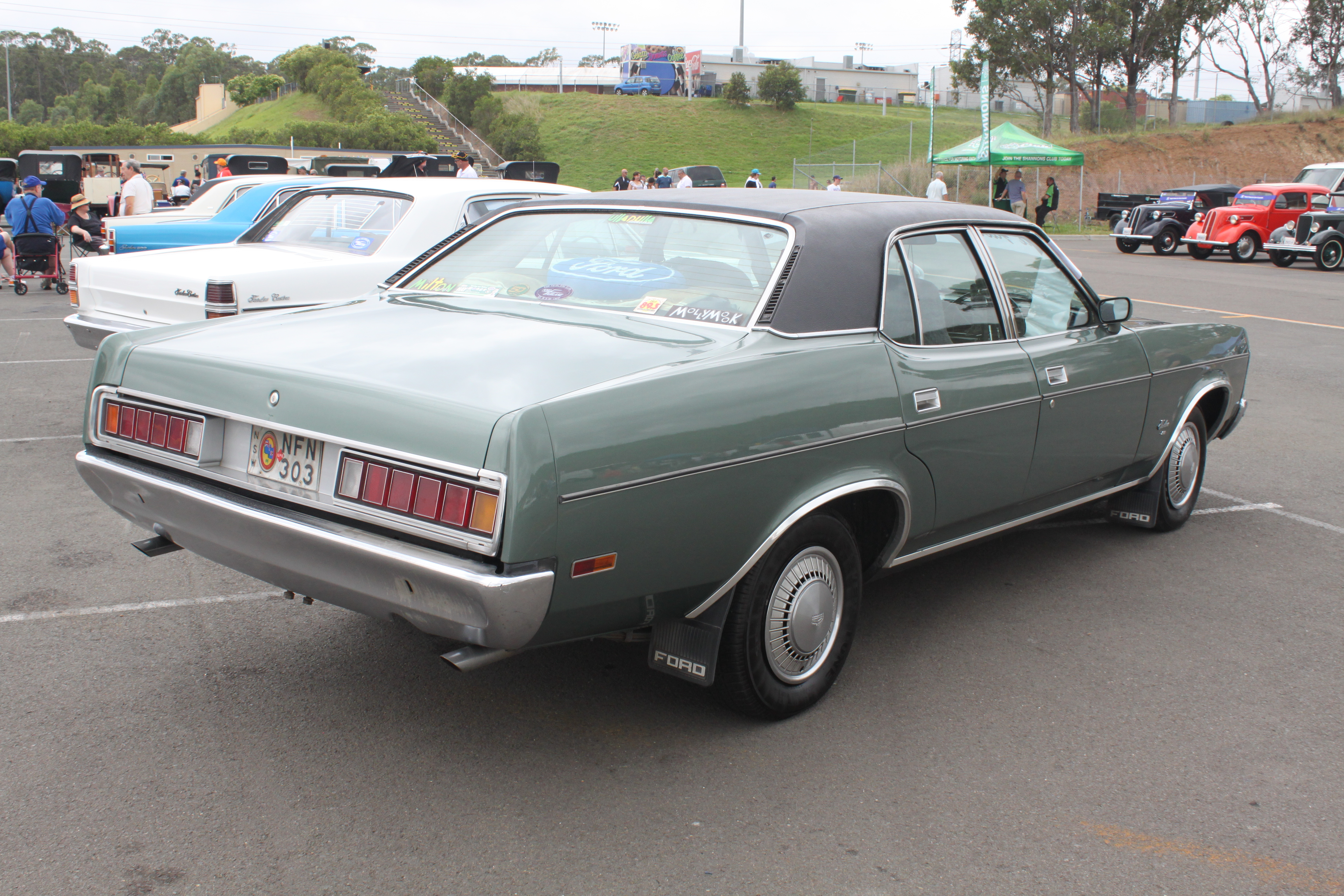
1976—1979 Ford Fairlane (ZH) 500
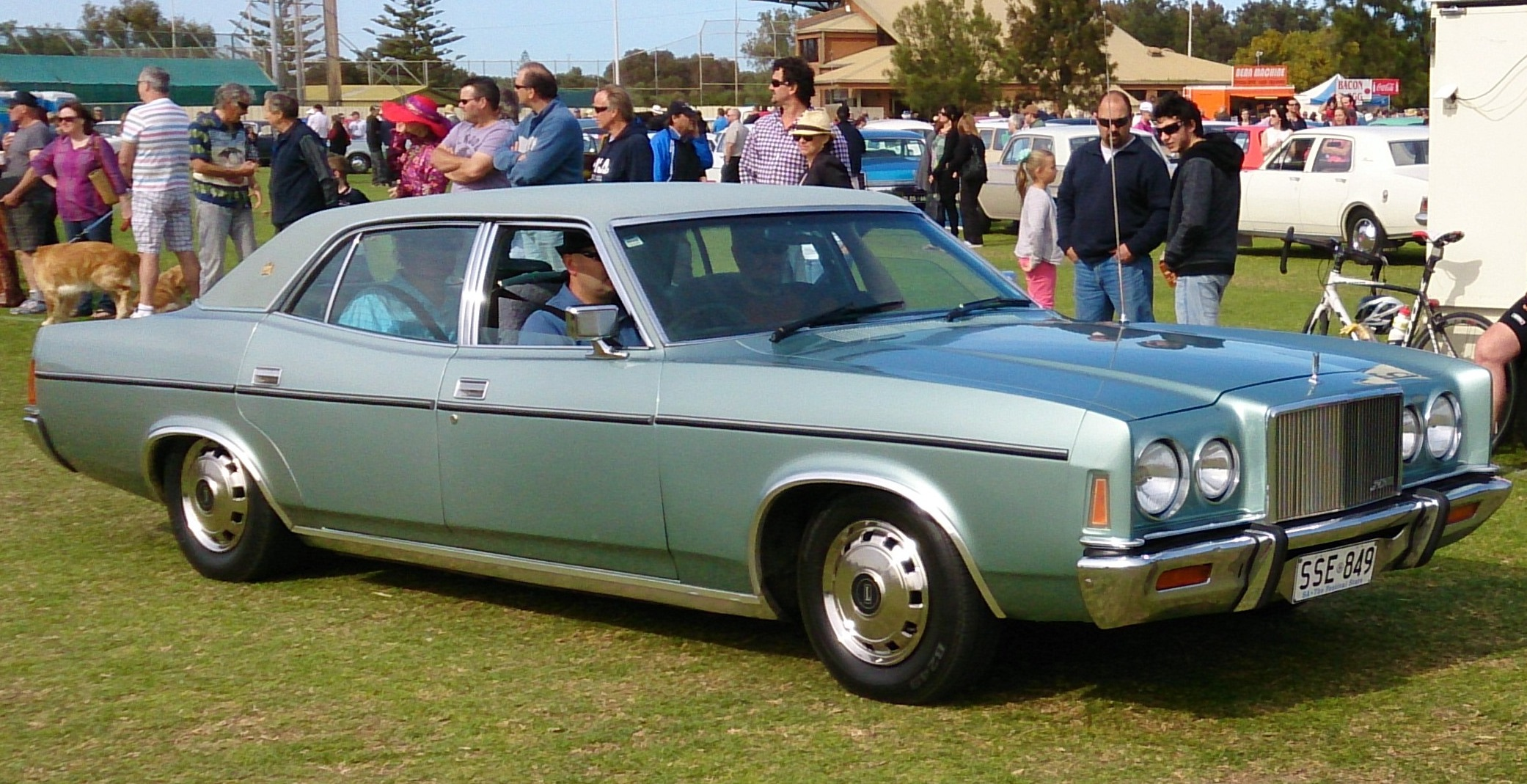
1976—1979 Ford LTD (P6) 500
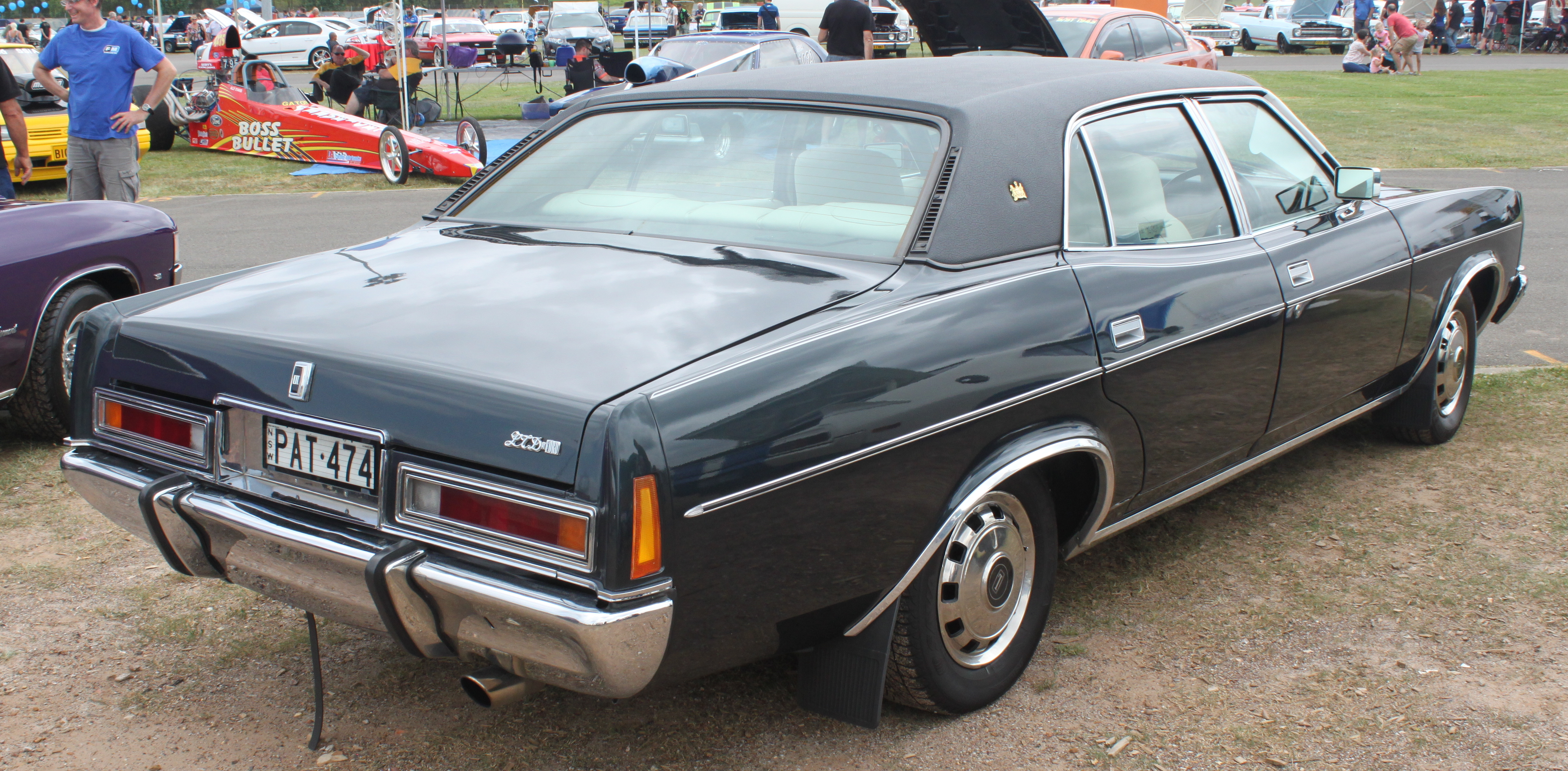
1976—1979 Ford LTD (P6)

## Третье поколение (1979—1988)
Третье поколение австралийских Fairlane выпускалось с мая 1979 по 1988 год.

### Обзор
- ZJ/FC (1979—1982)
- ZK/FD (1982—1984)
- ZL/FE (1984—1988)

### Галерея

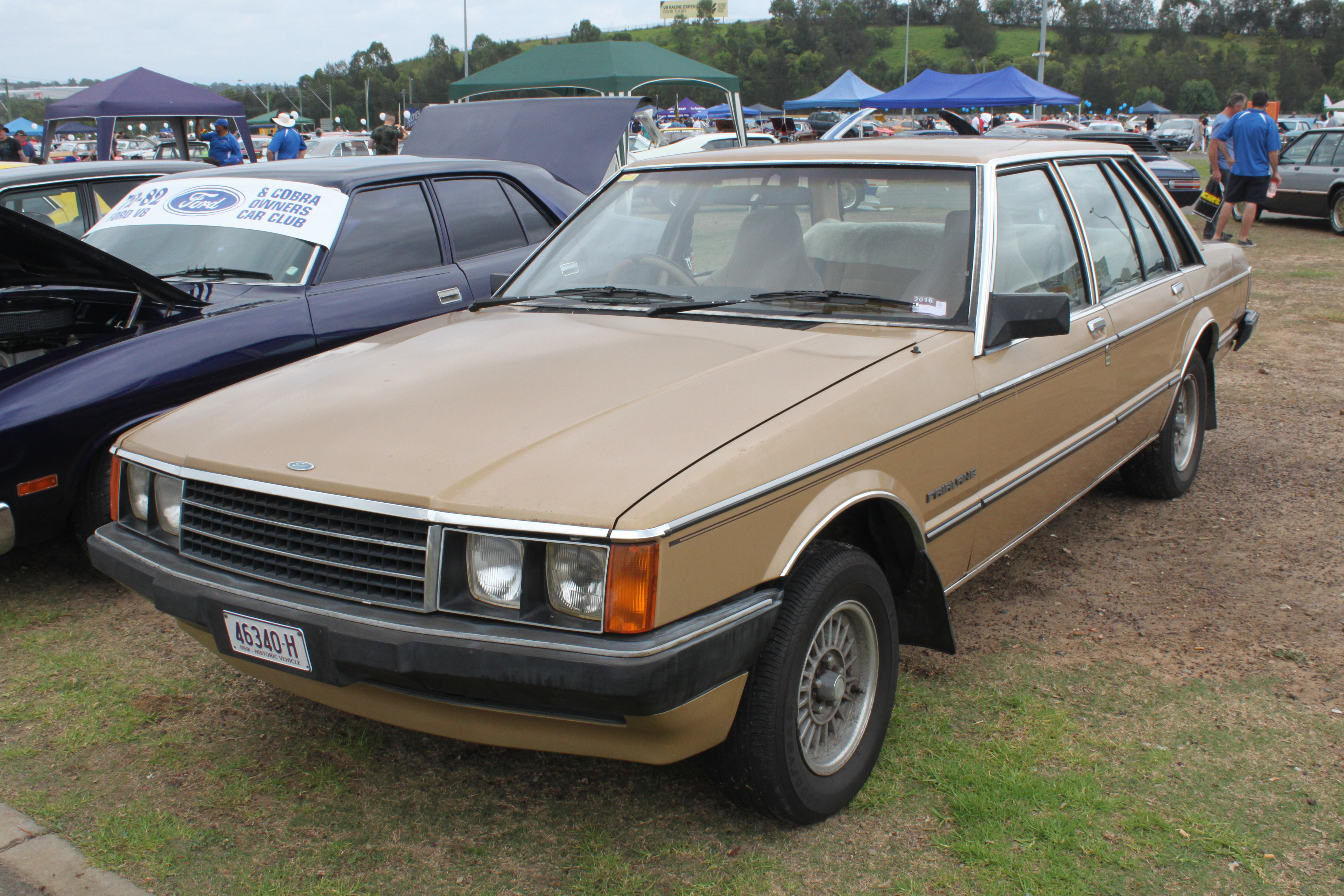
Ford Fairlane (ZJ)
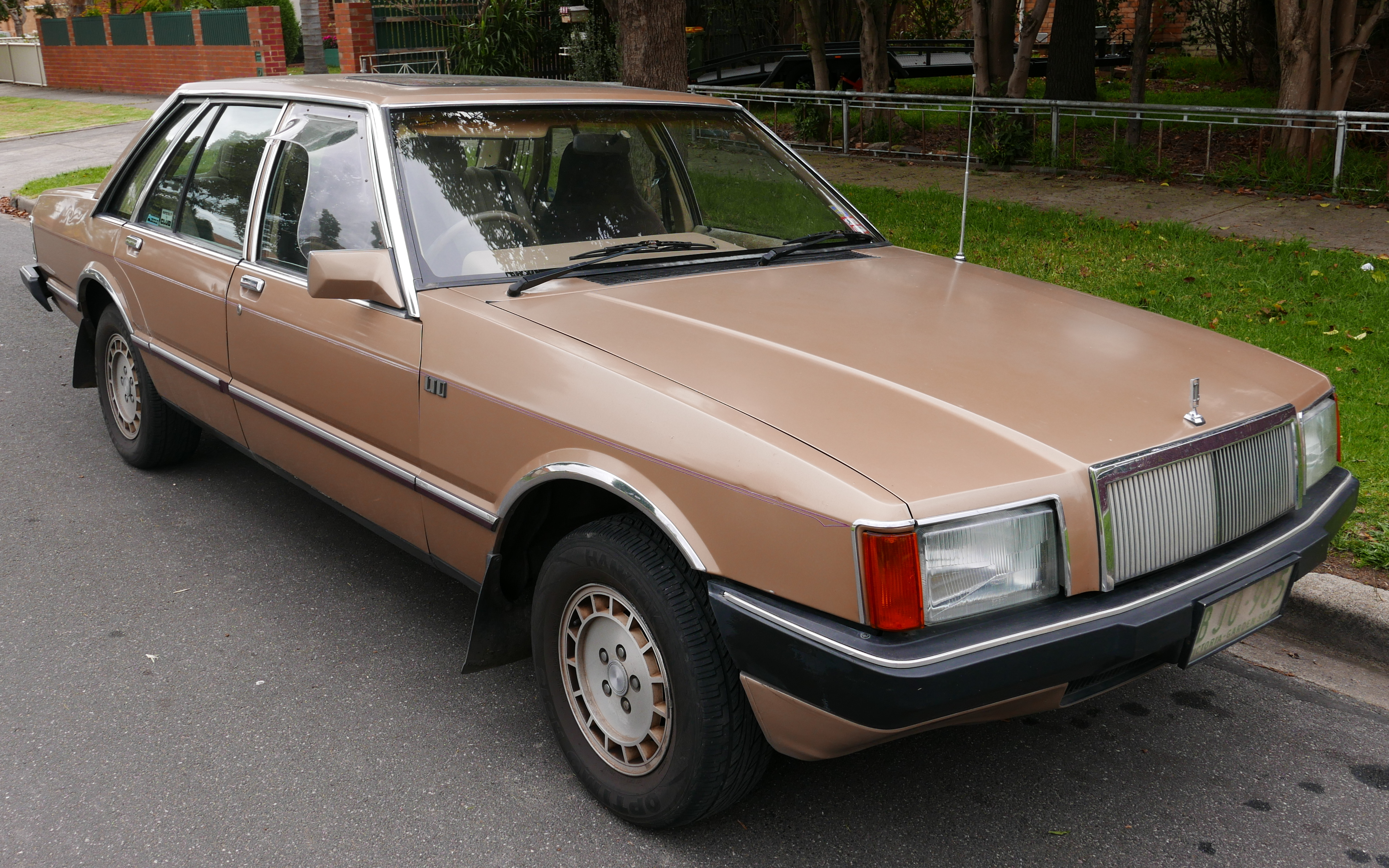
Ford LTD (FC)
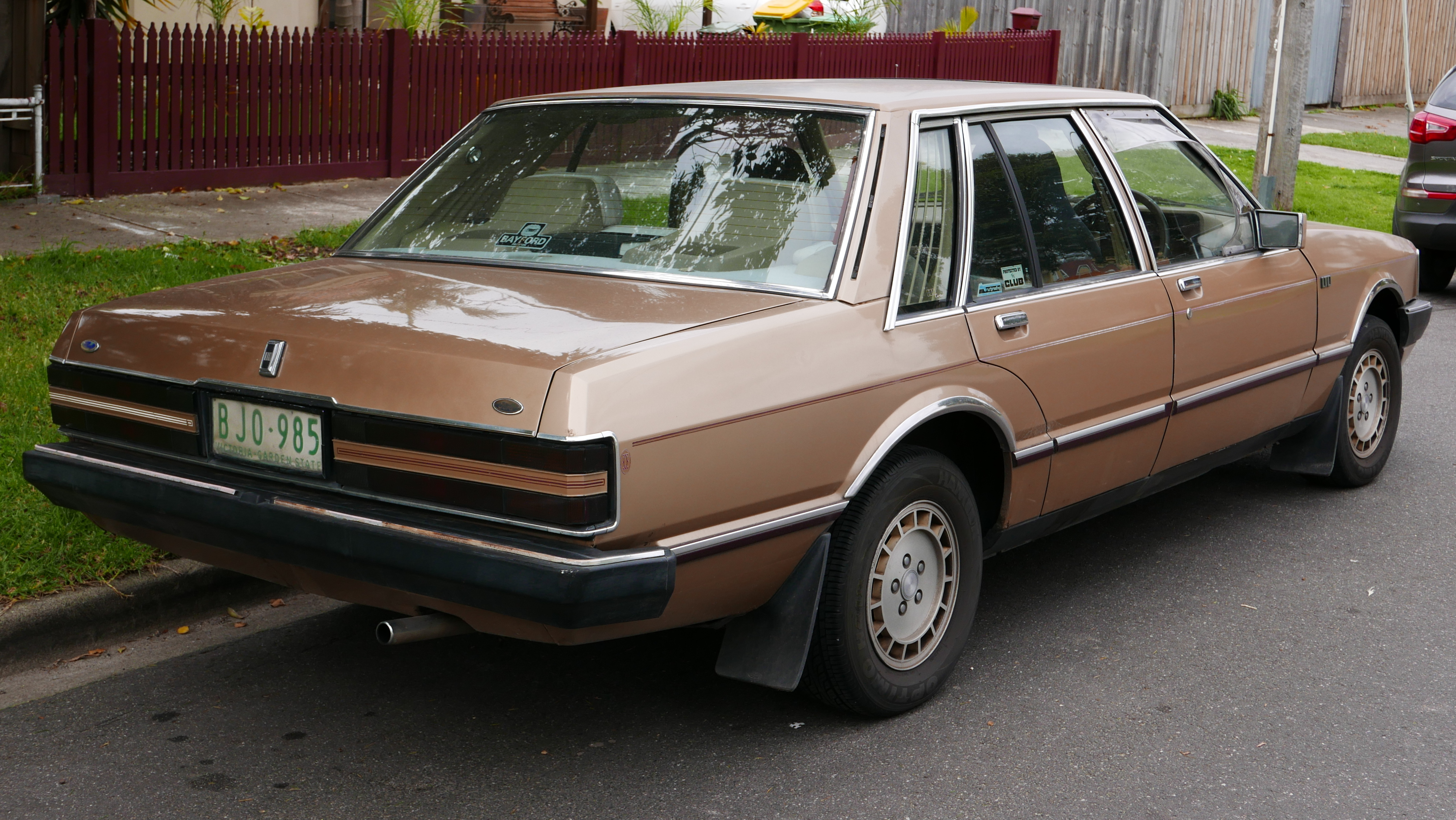
Ford LTD (FC)
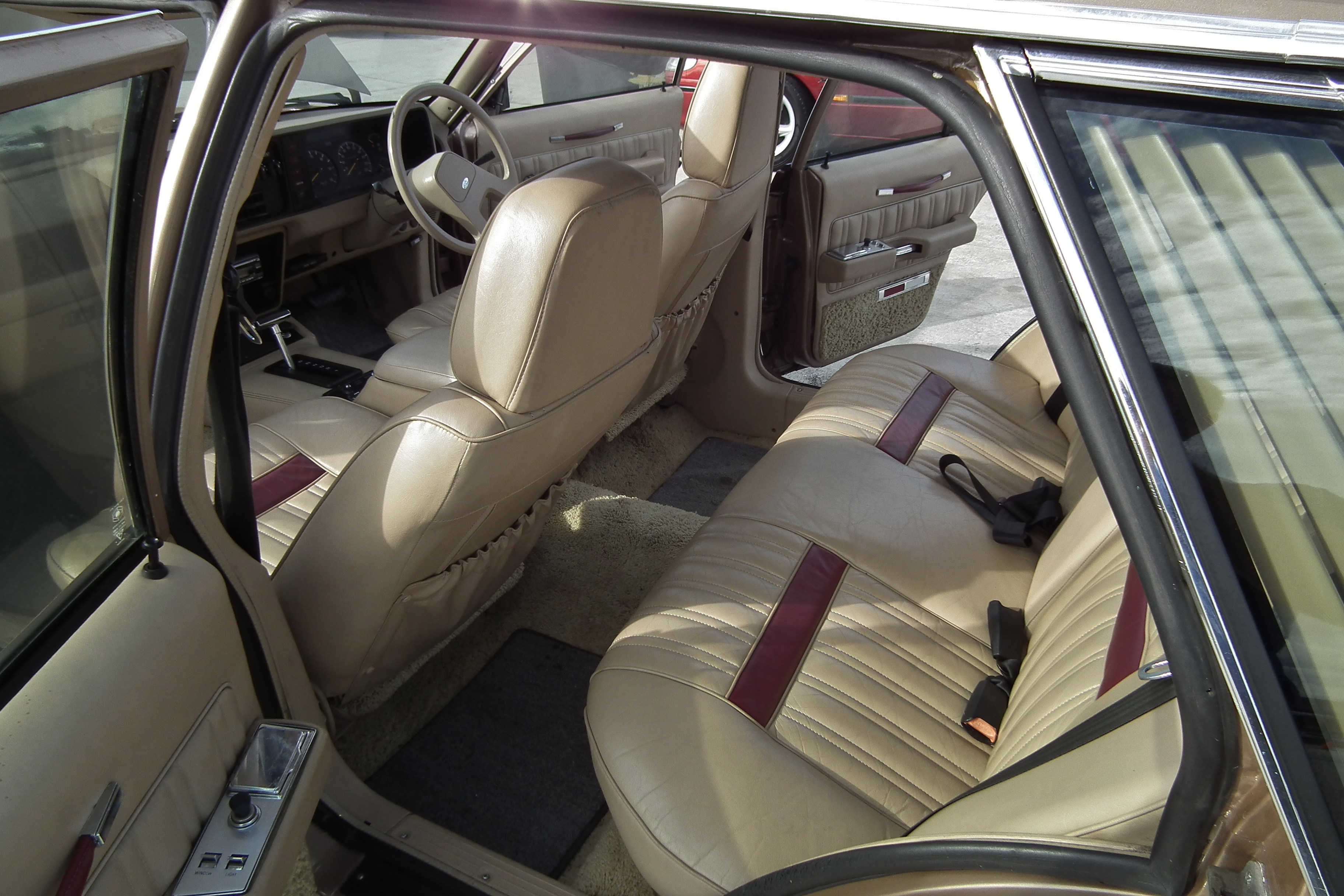
Ford LTD (FC)
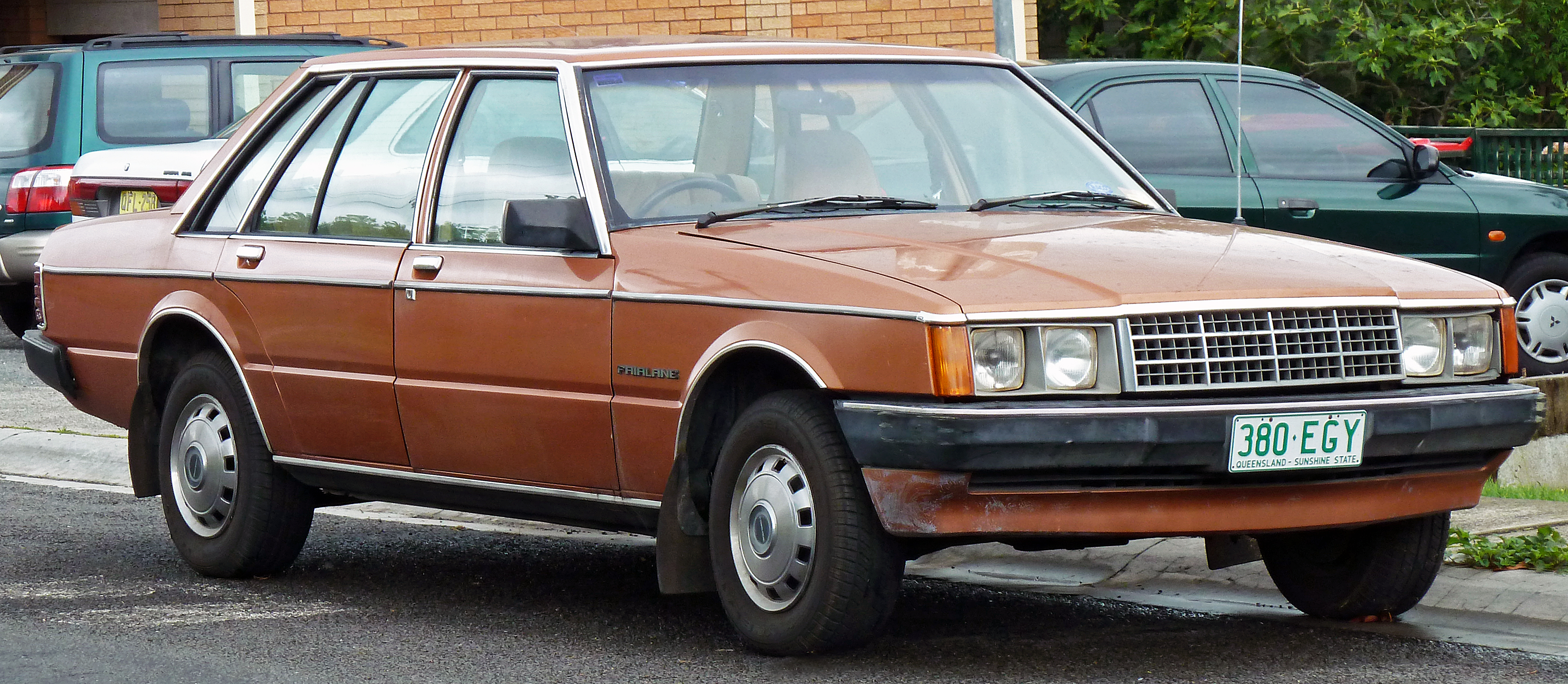
1982—1984 Ford Fairlane (ZK)
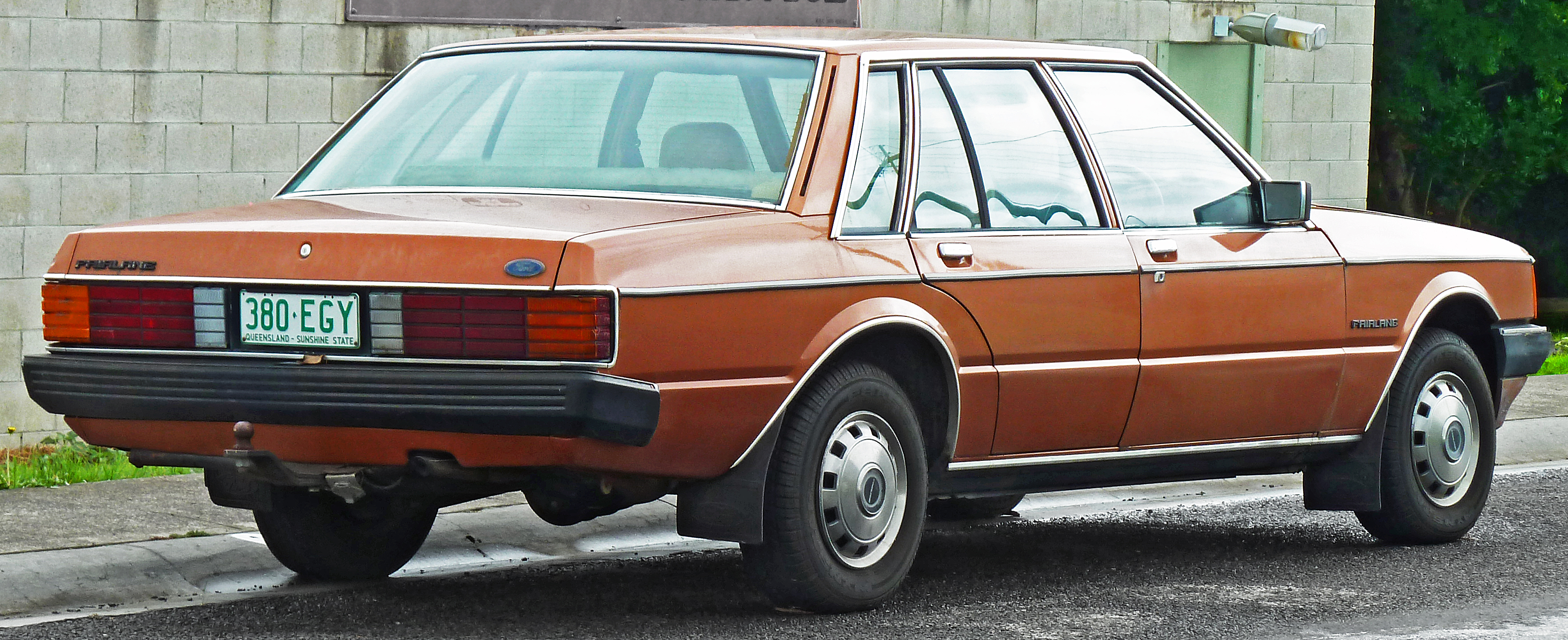
1982—1984 Ford Fairlane (ZK)
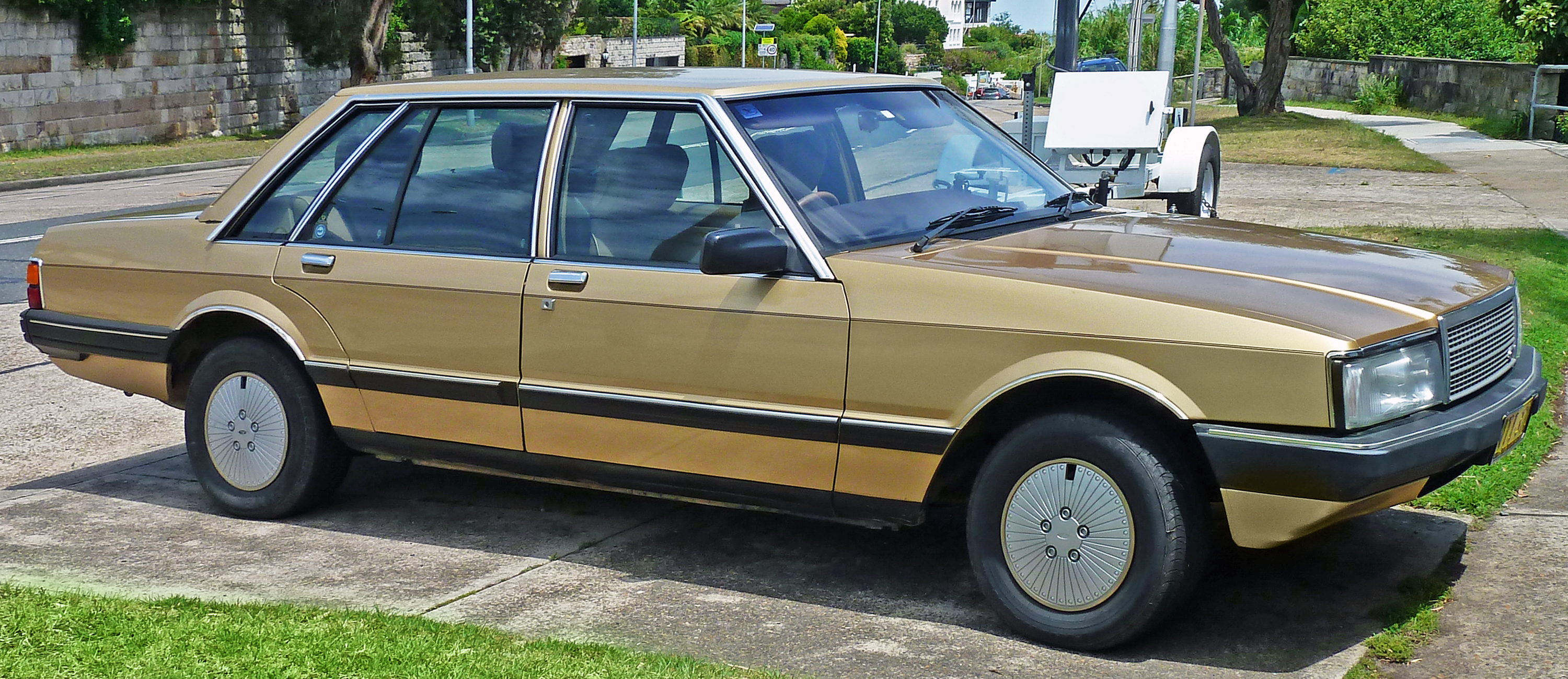
1984—1986 Ford Fairlane (ZL)
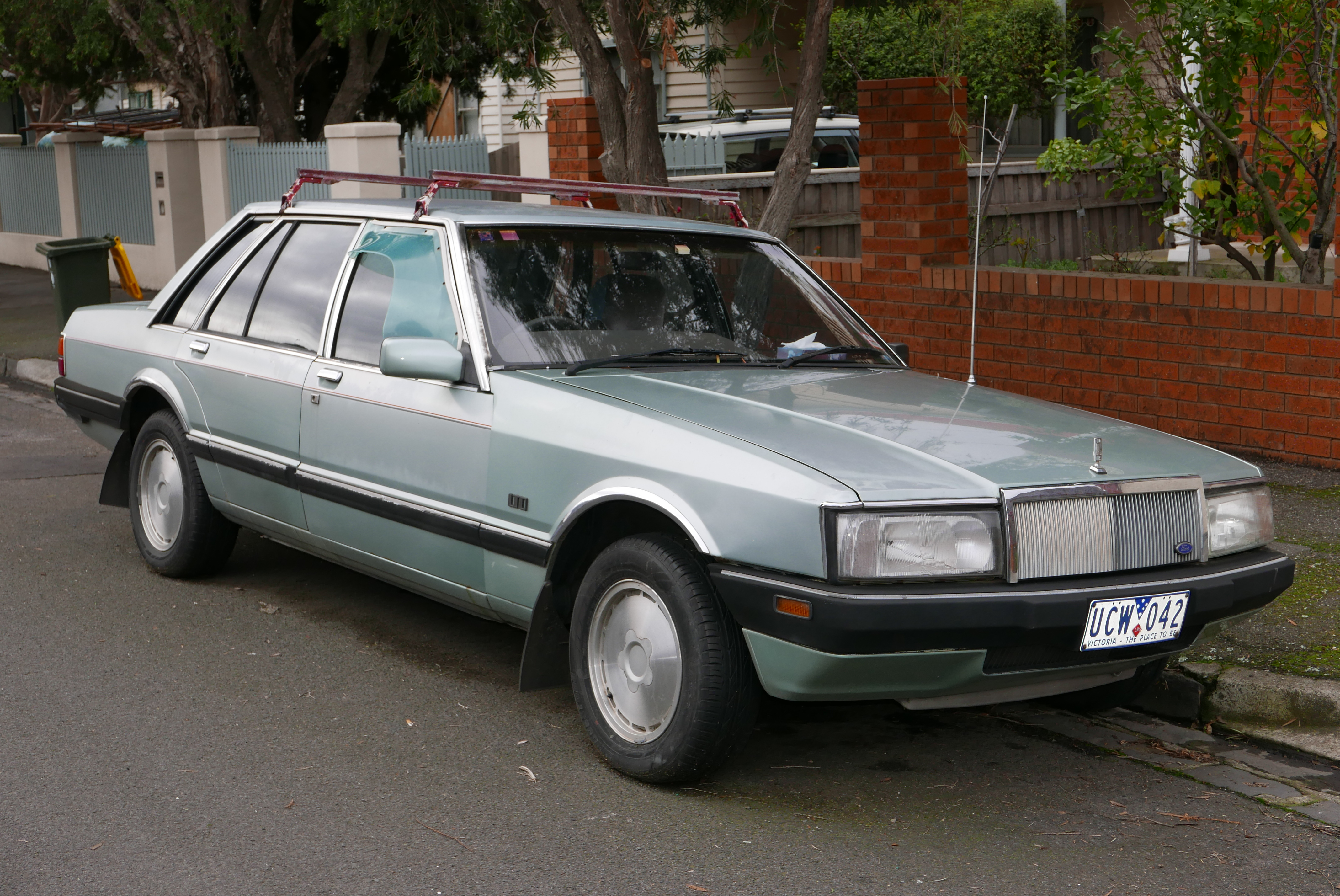
Ford LTD (FE)
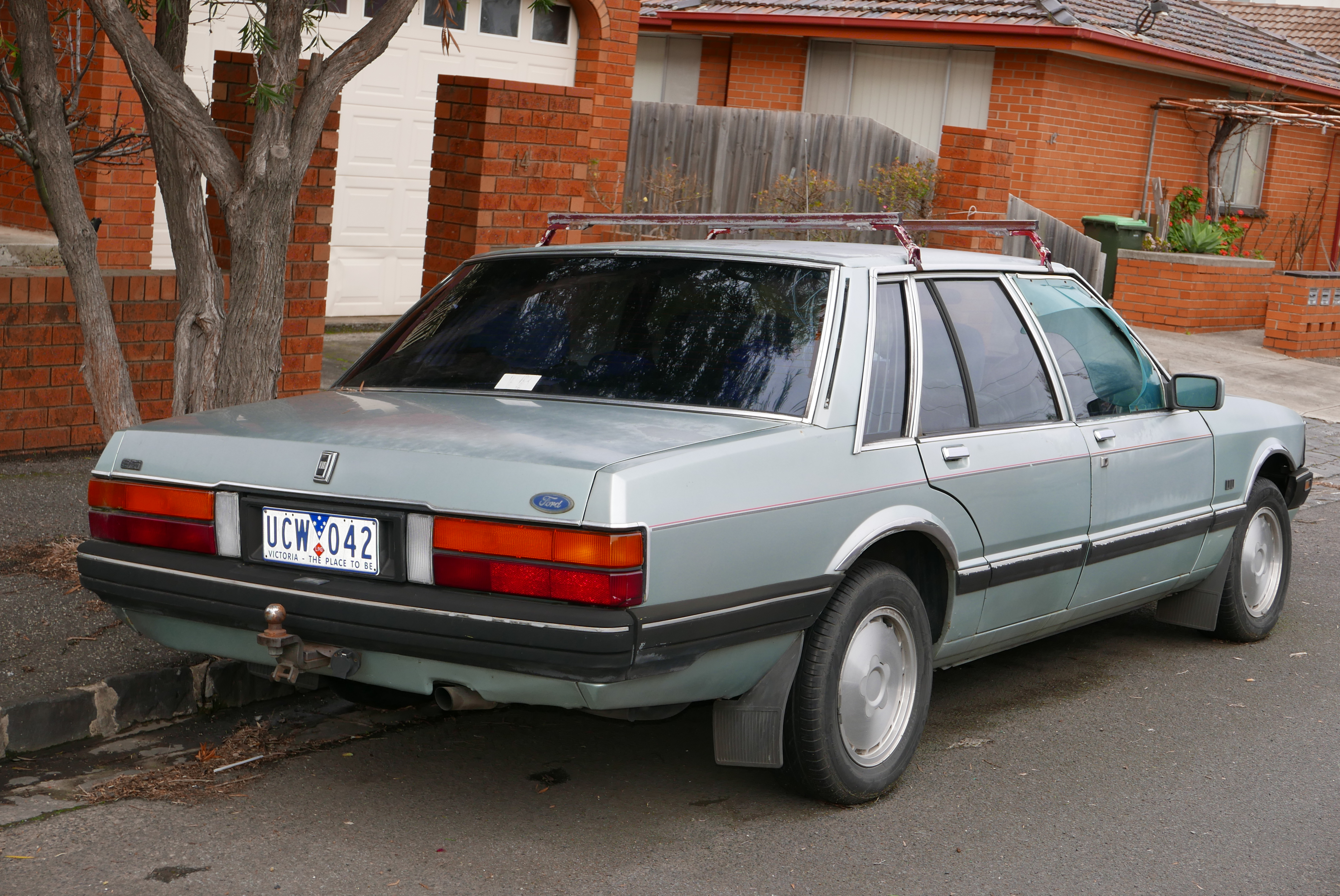
Ford LTD (FE)

## Четвёртое поколение (1988—1999)
В июне 1988 года австралийский Ford Fairlane был доработан: прямые грани Fairlane уступили место плавным изгибам. Сам автомобиль представлял собой Ford Falcon с длинной колёсной базой. Поколение выпускалось до 1999 года.

### Обзор
- NA/DA (1988—1991).
- NC/DC (1991—1995).
- NF/DF (1995—1996).
- NL/DL (1996—1999).

### Галерея

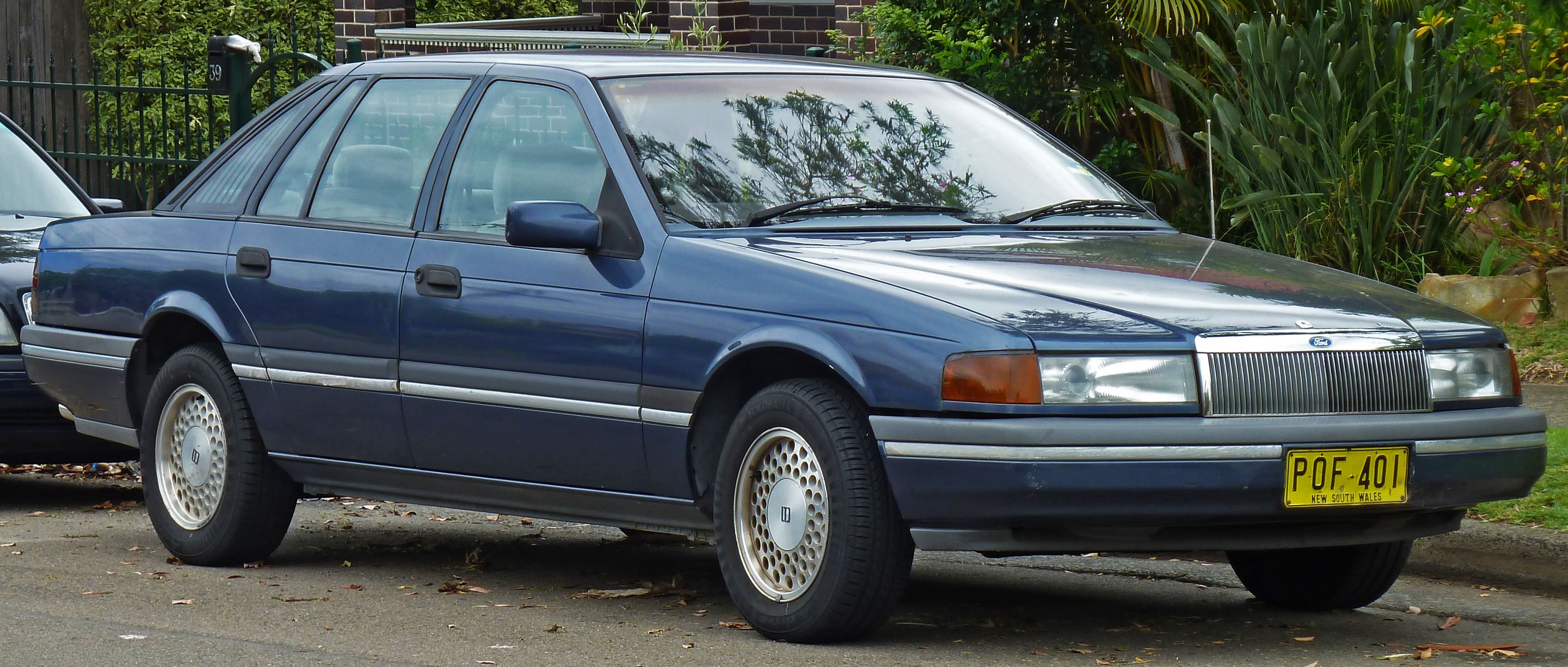
1989—1991 Ford DA II LTD
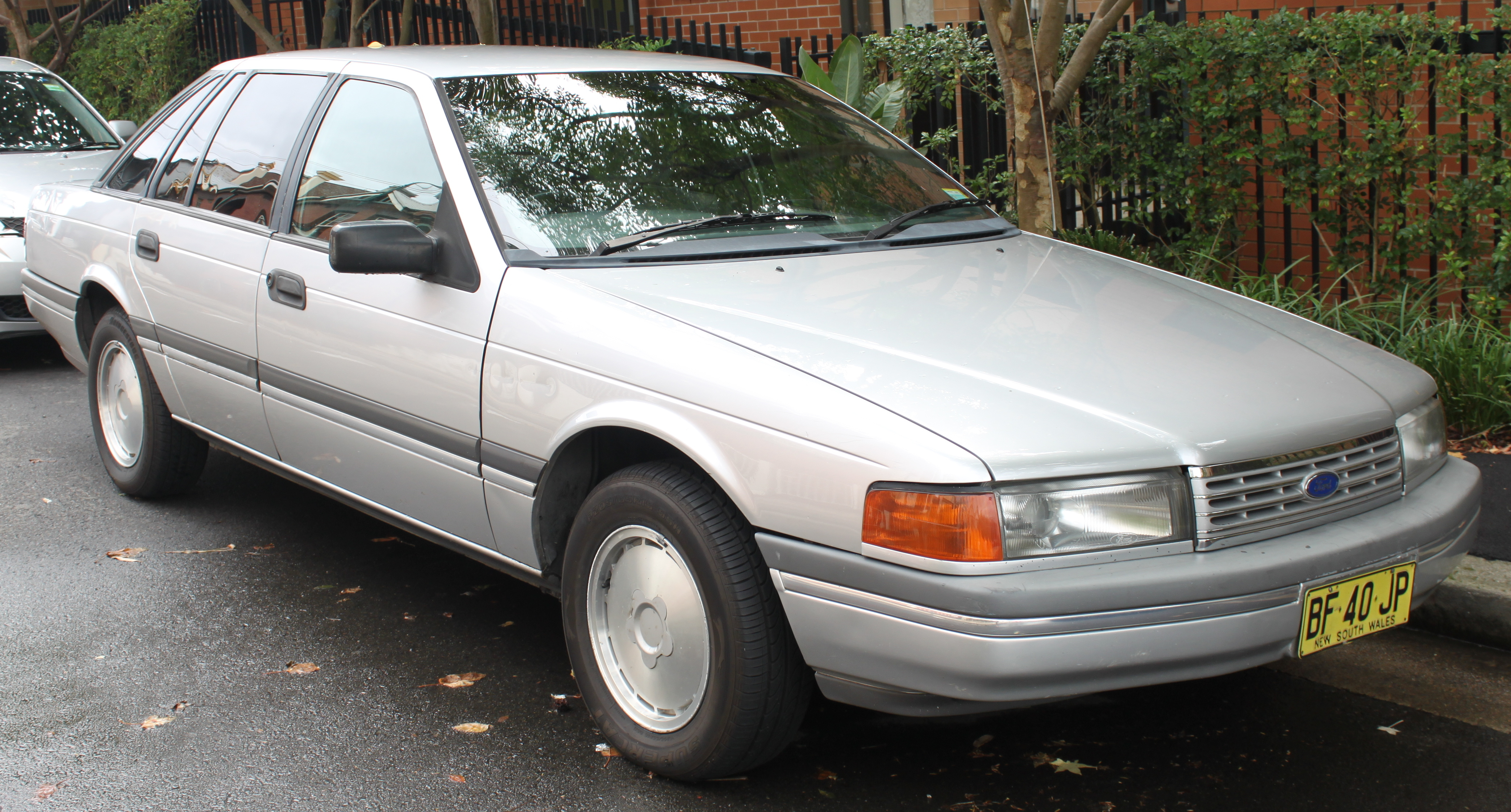
Ford Fairlane (NA II)
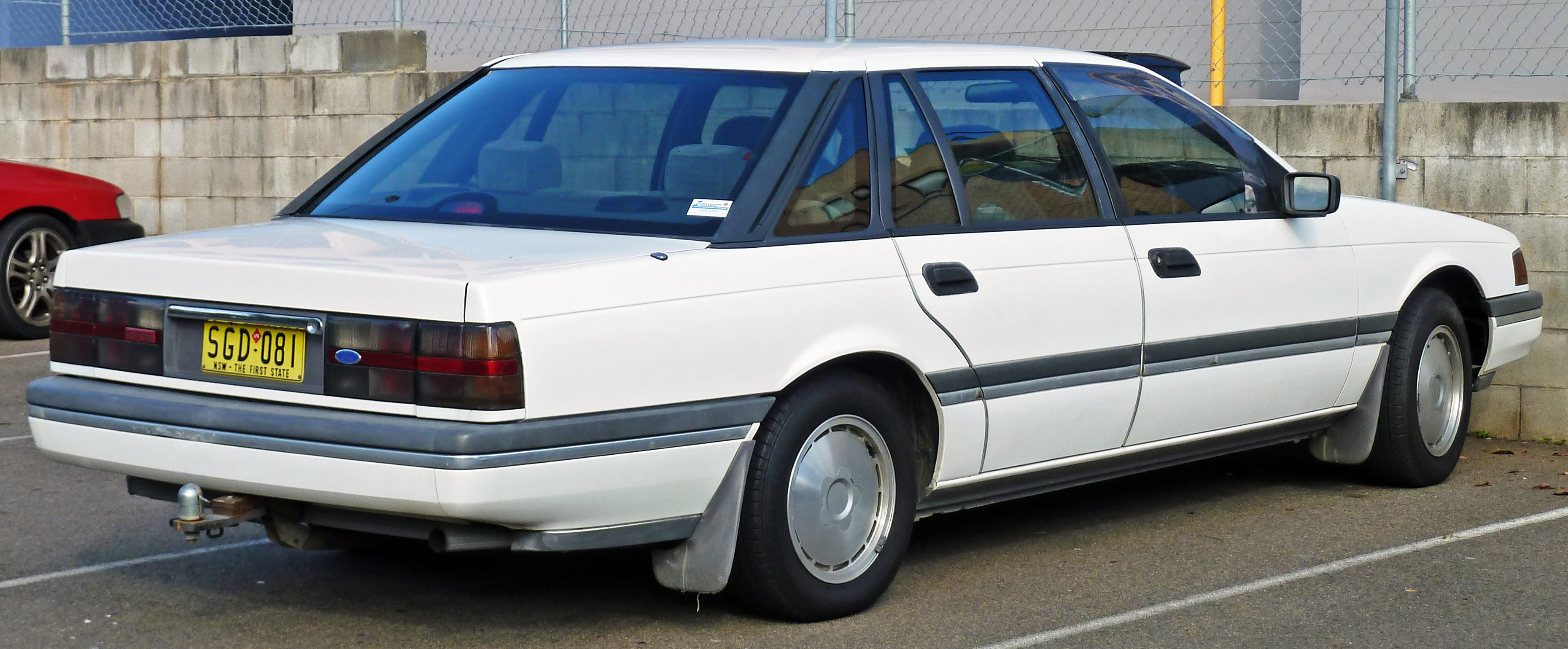
Ford Fairlane (NA II)
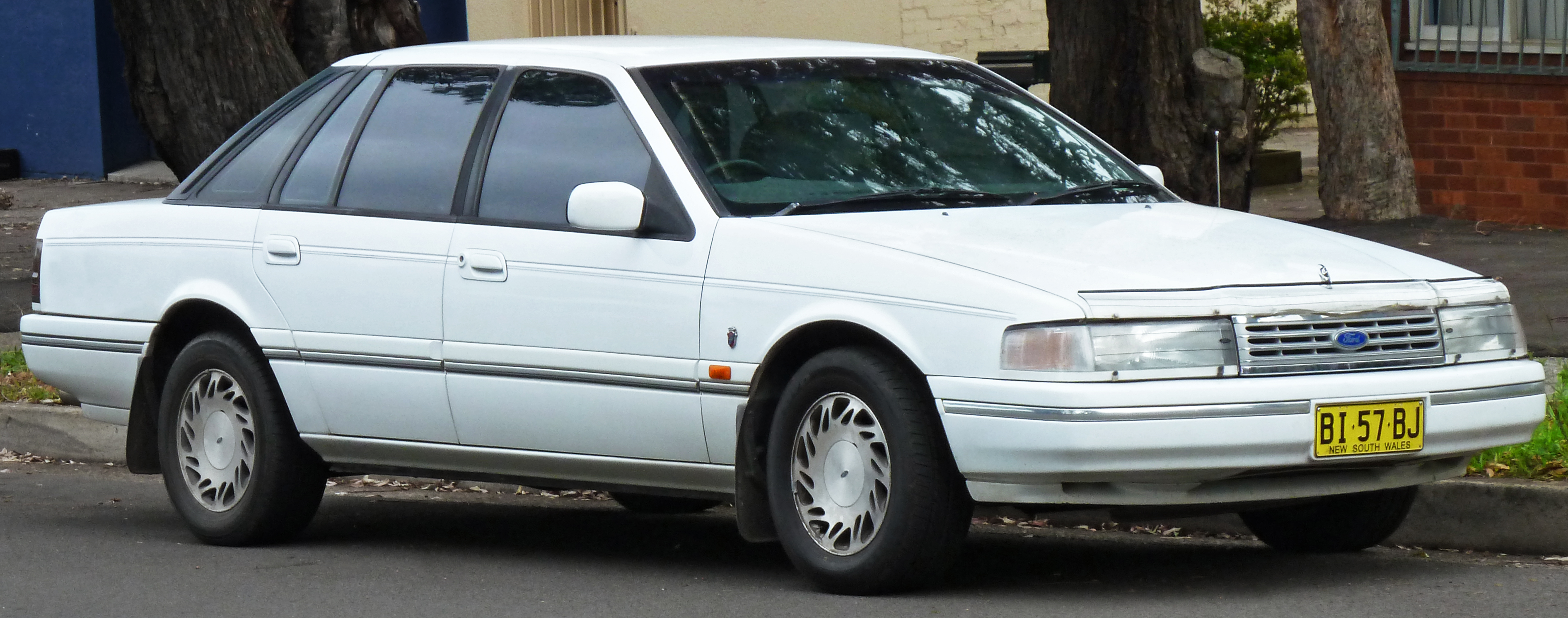
1994 Ford Fairlane (NC II) Ghia
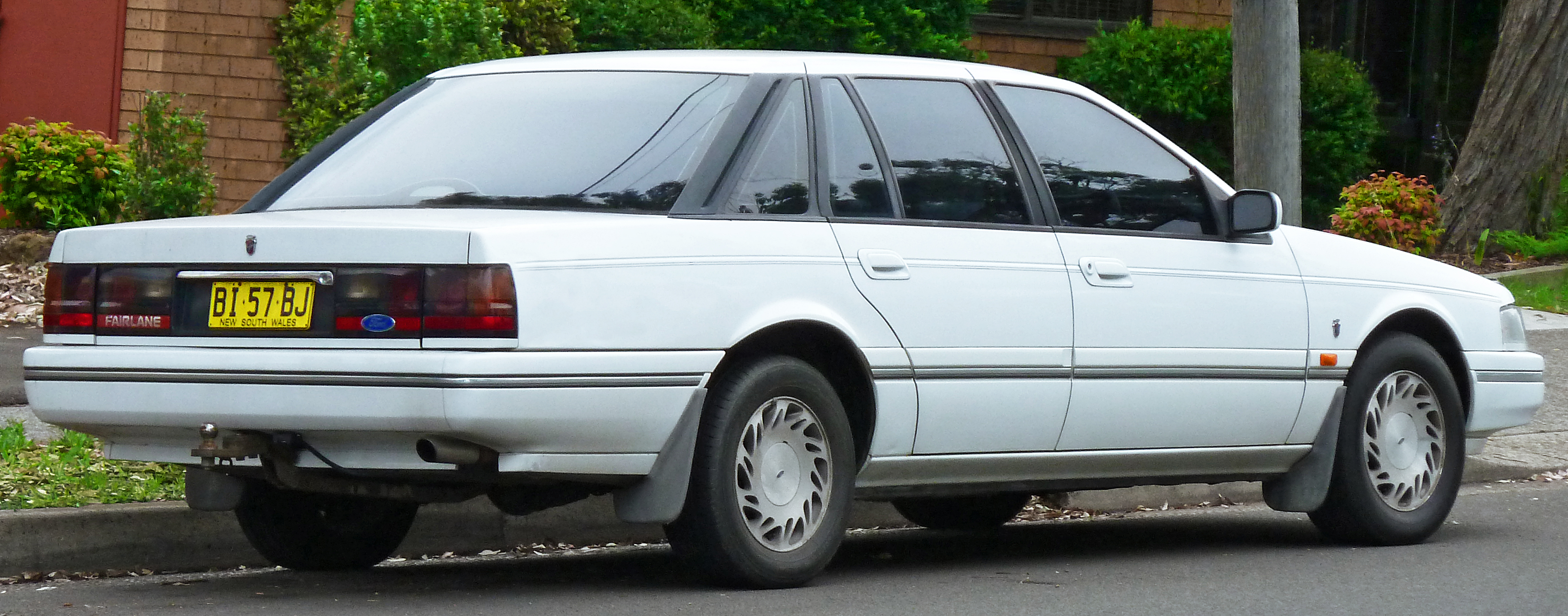
1994 Ford Fairlane (NC II) Ghia
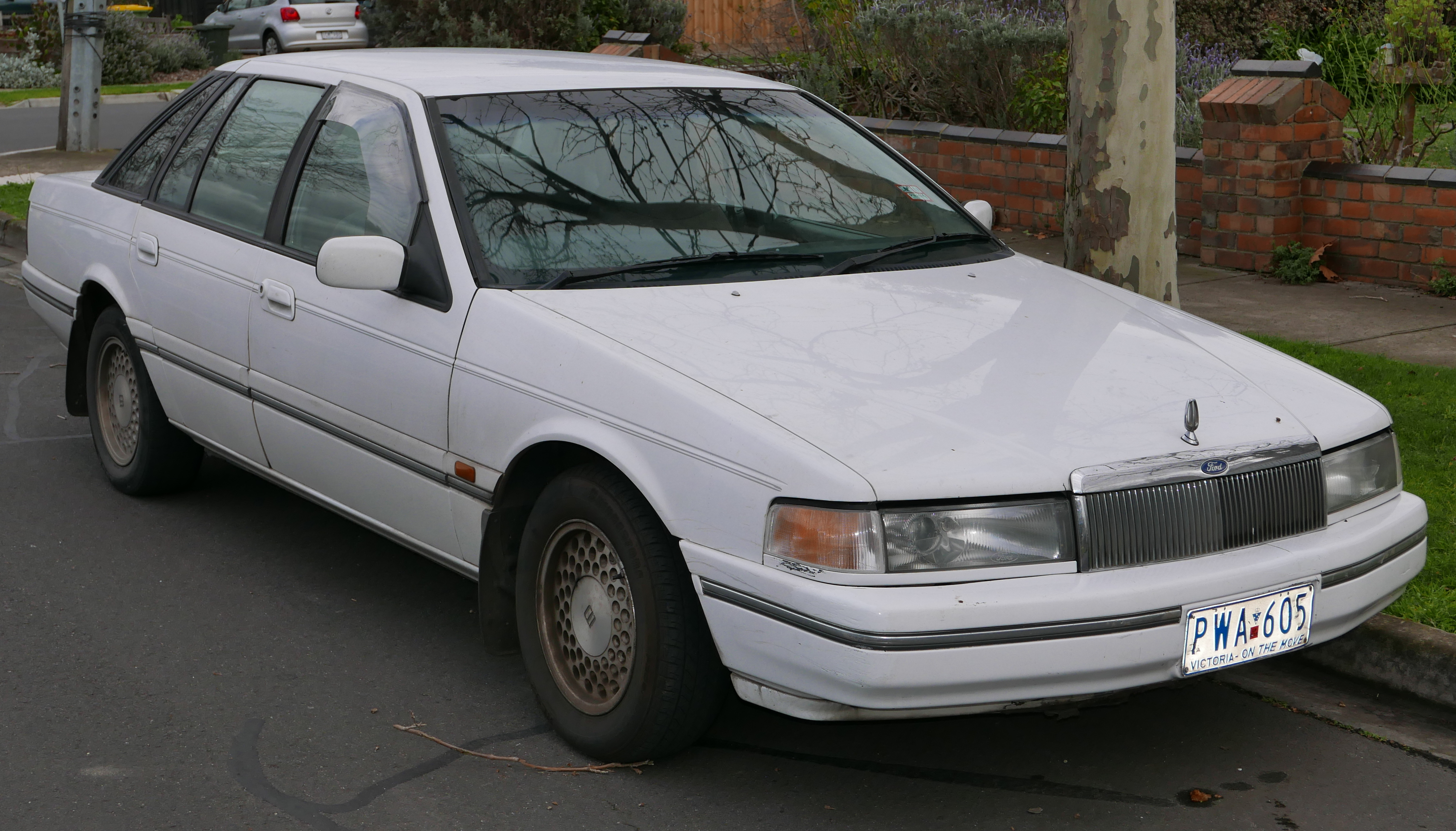
1994 Ford LTD (DC II)
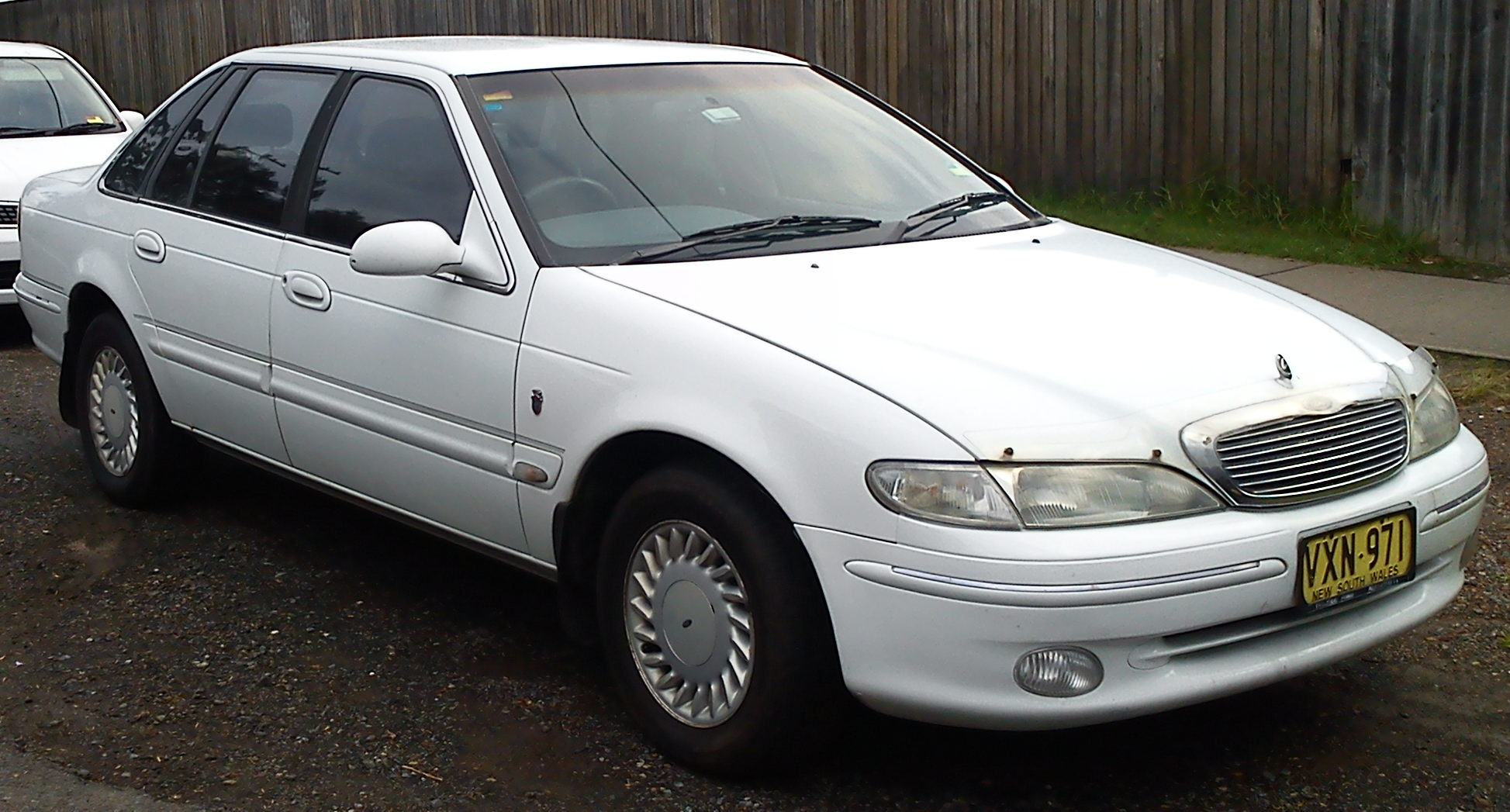
1995—1996 Ford Fairlane Ghia (NF)
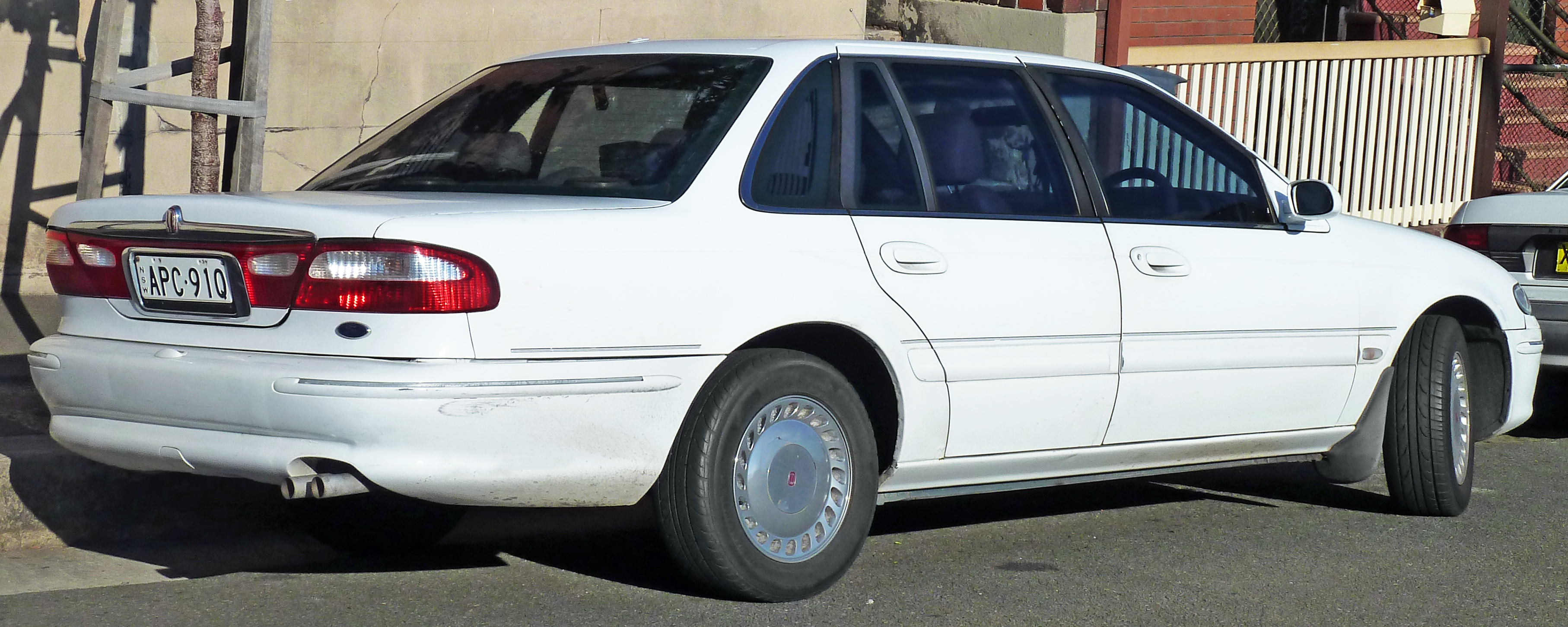
Ford LTD (DF)
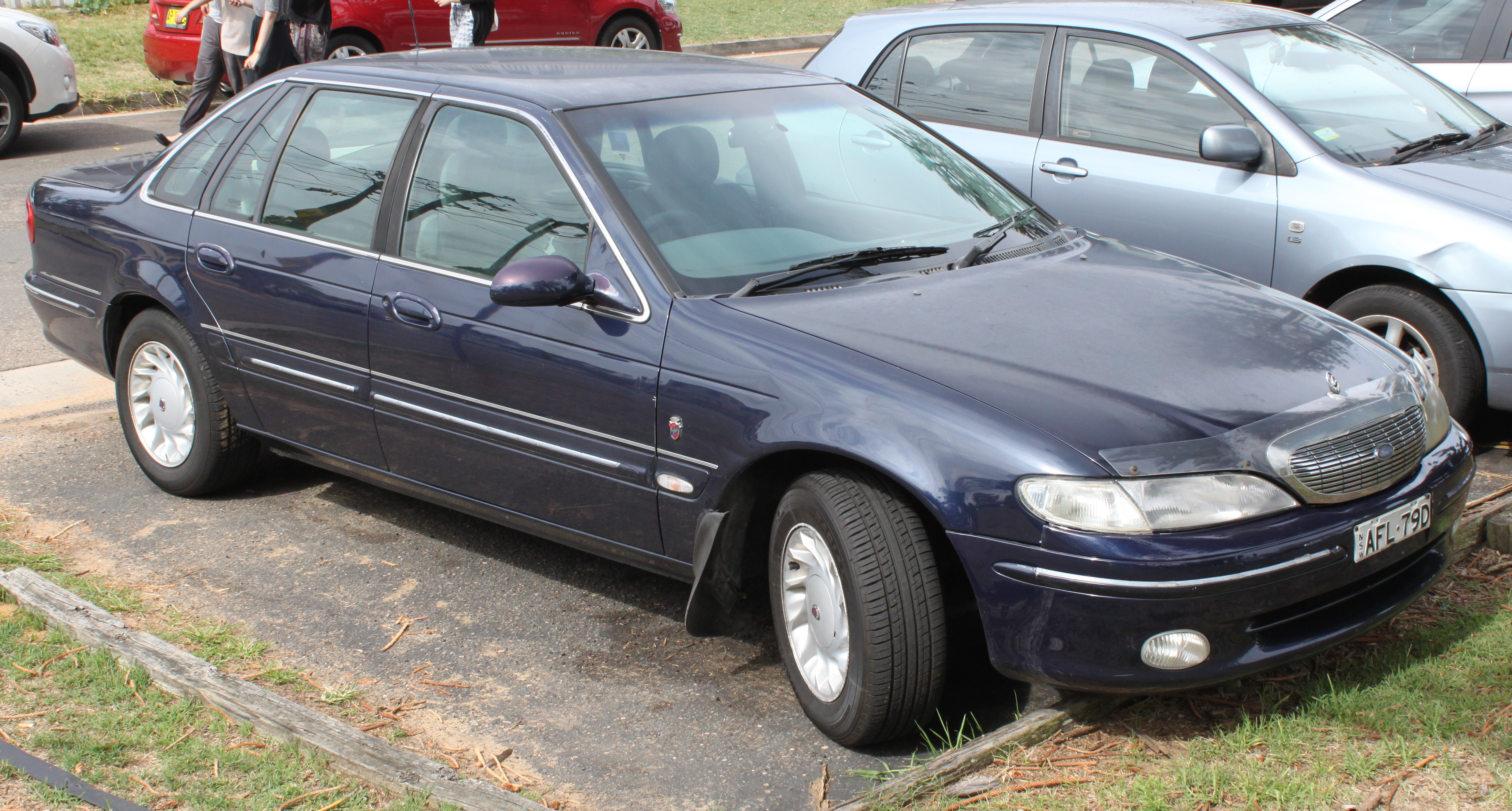
Ford Fairlane (NL) Ghia
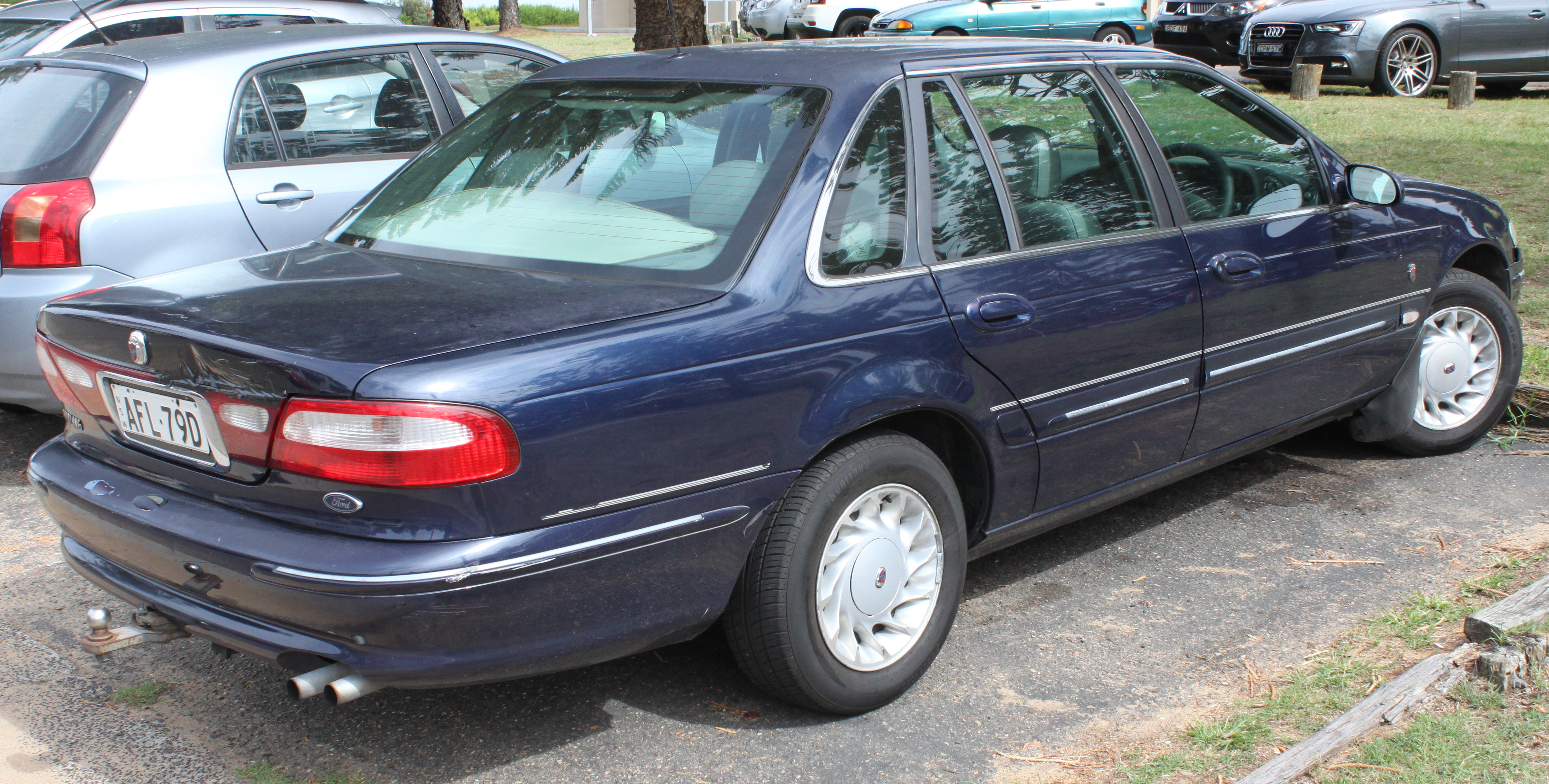
Ford Fairlane (NL) Ghia
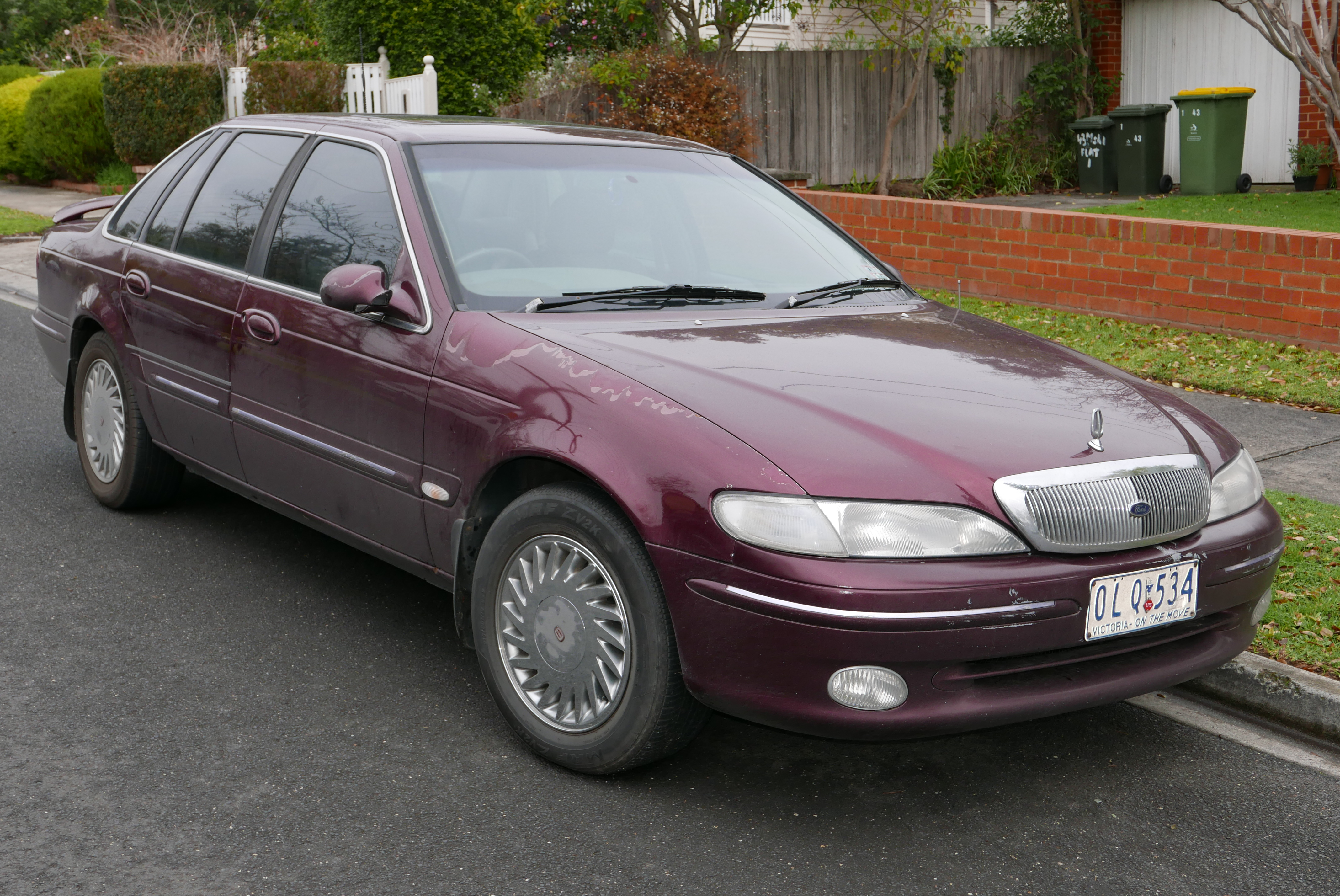
1997 Ford LTD (DL)

## Пятое поколение (1999—2007)
Последнее поколение австралийского Ford Fairlane выпускалось с февраля 1999 года. В мае 2007 года было объявлено, что производство Ford Fairlane в Австралии будет остановлено. Последний австралийский Fairlane сошёл с конвейера 13 декабря 2007 года.

### Обзор
- AU (1999—2003).
- BA (2003—2005).
- BF (2005—2007).

### Галерея

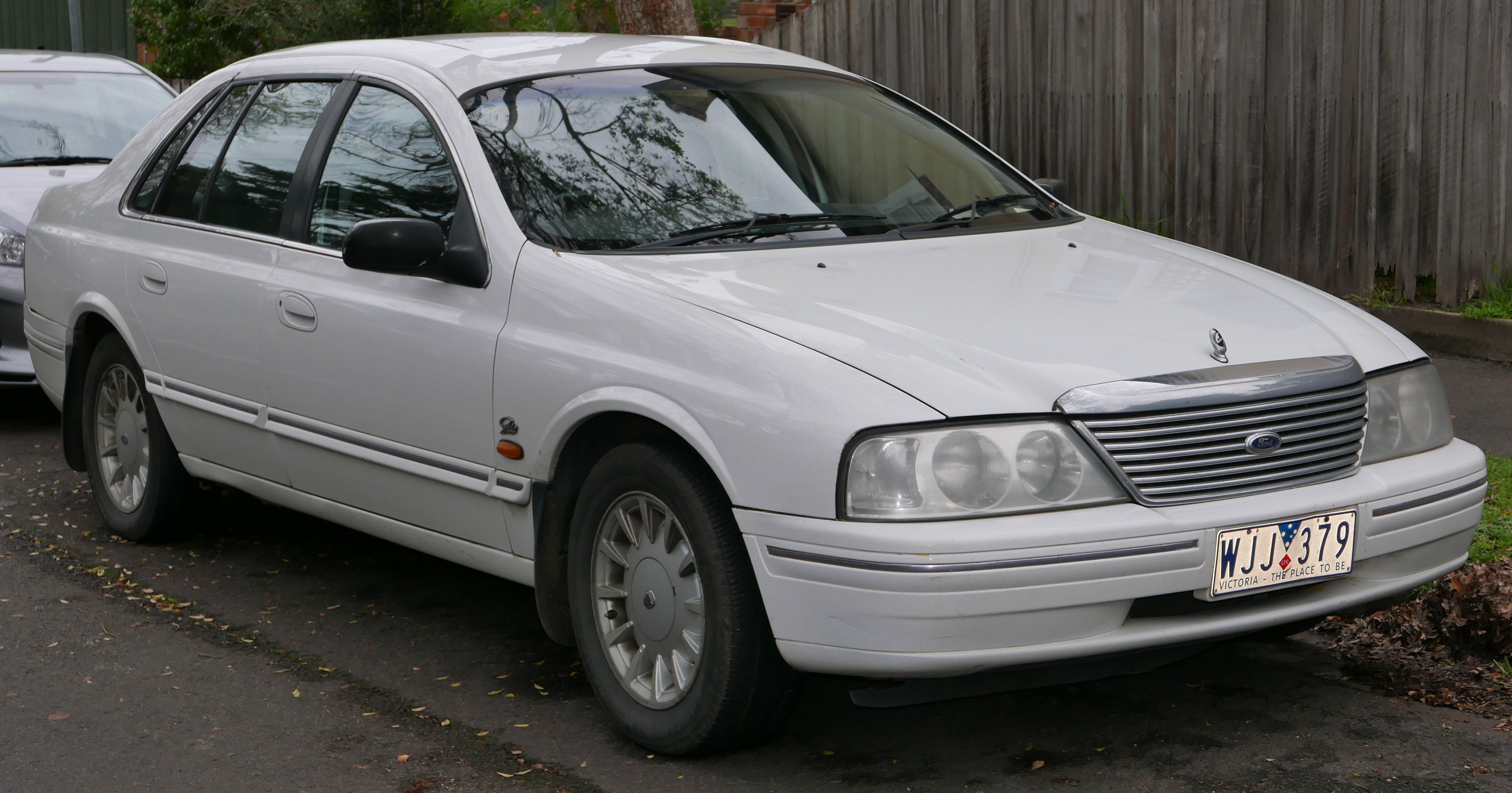
2001 Ford Fairlane (AU II) Ghia
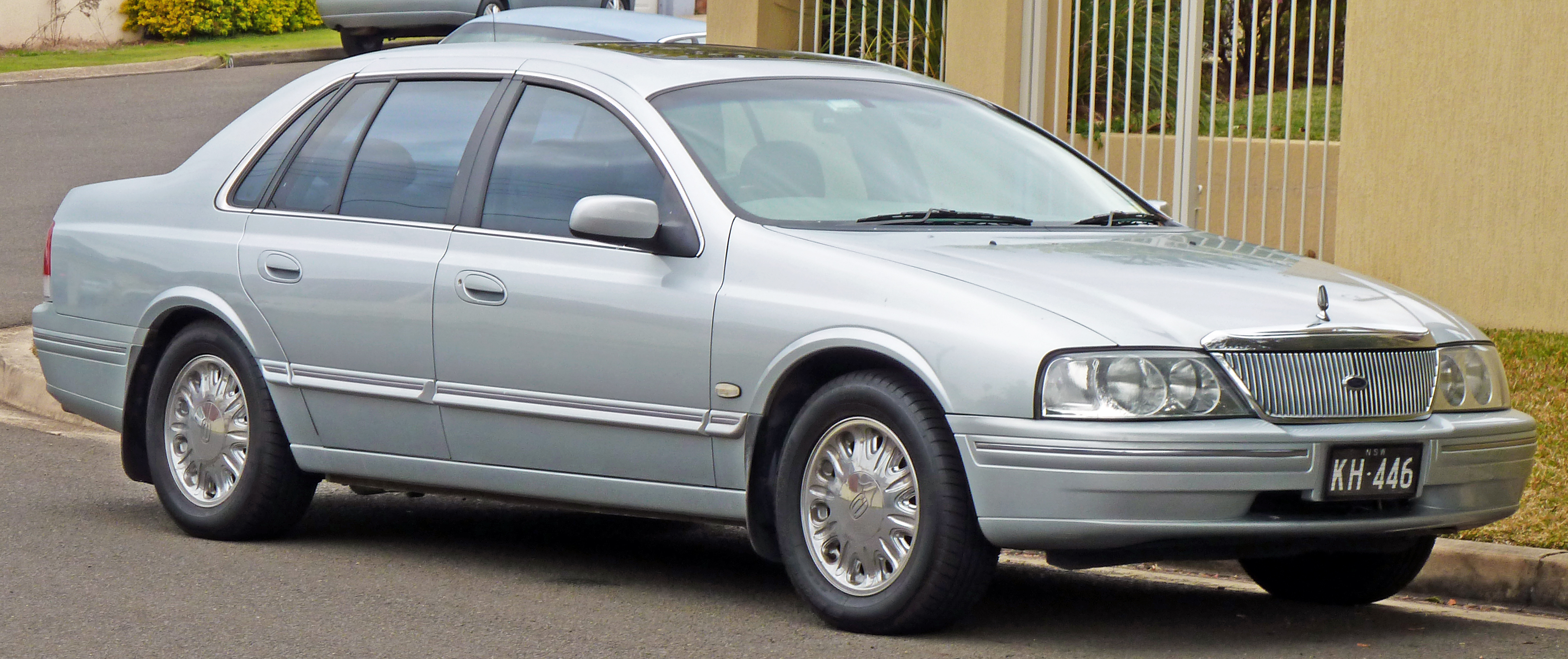
2000—2003 Ford LTD (AU II)
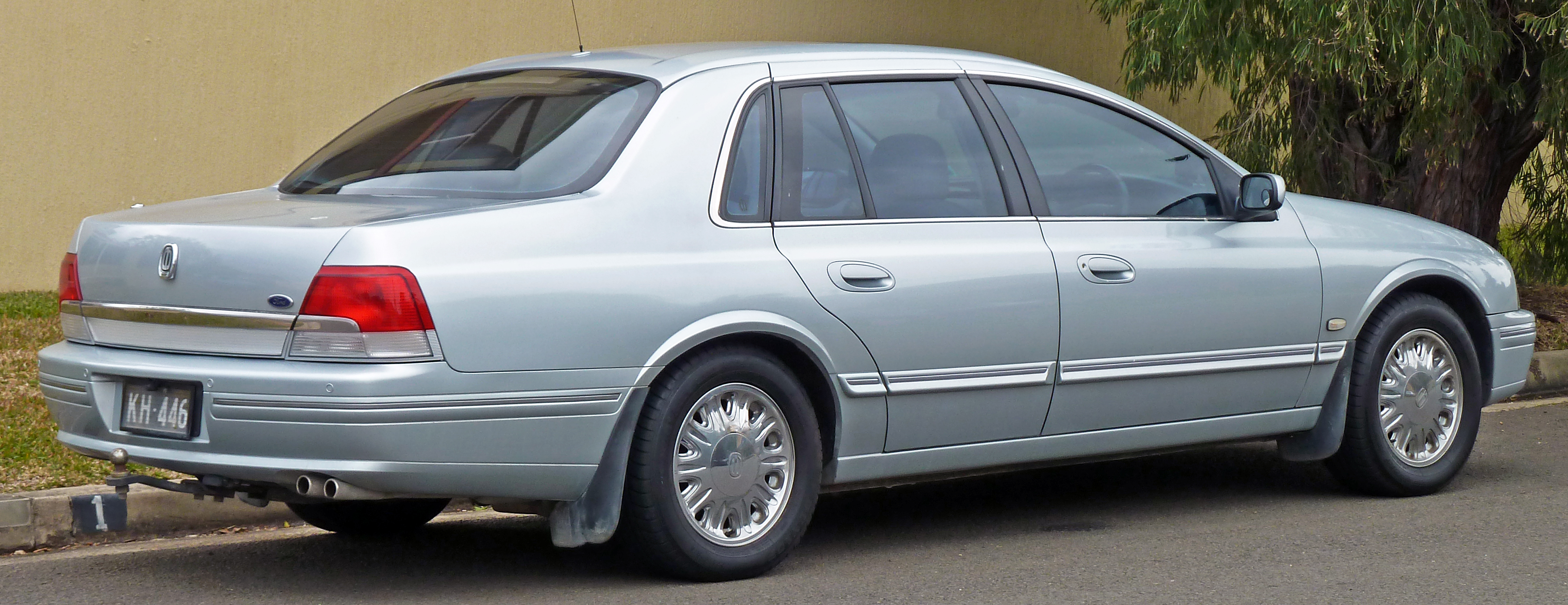
2000—2003 Ford LTD (AU II)
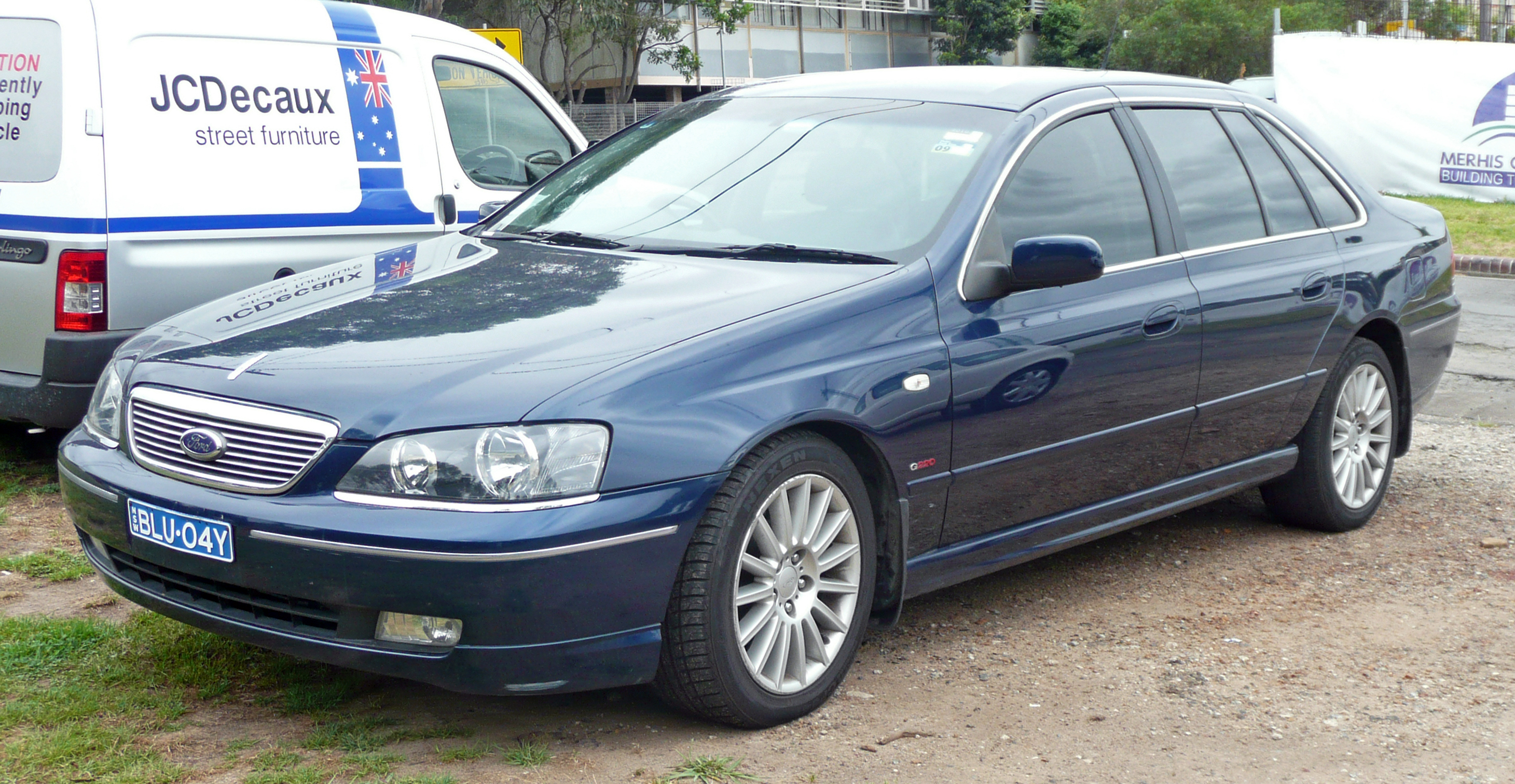
2003—2005 Ford Fairlane (BA) G220
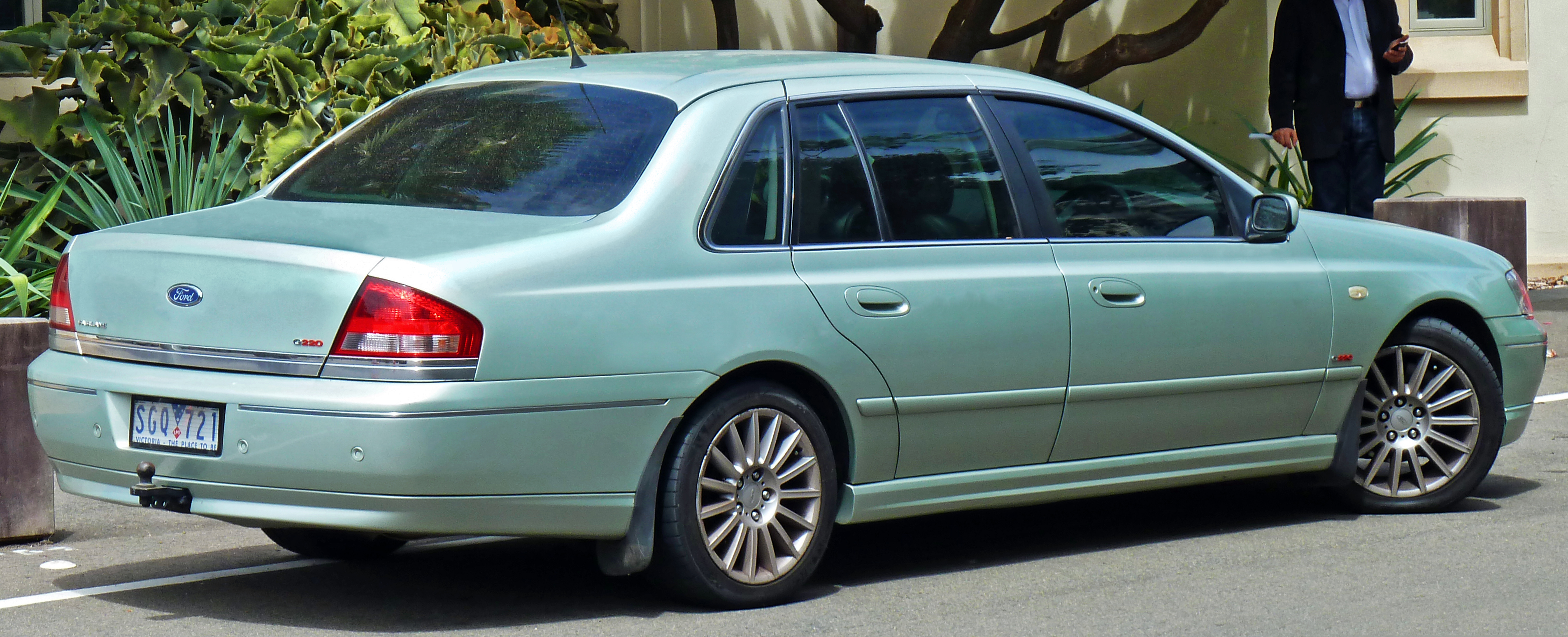
2003—2005 Ford Fairlane (BA) G220
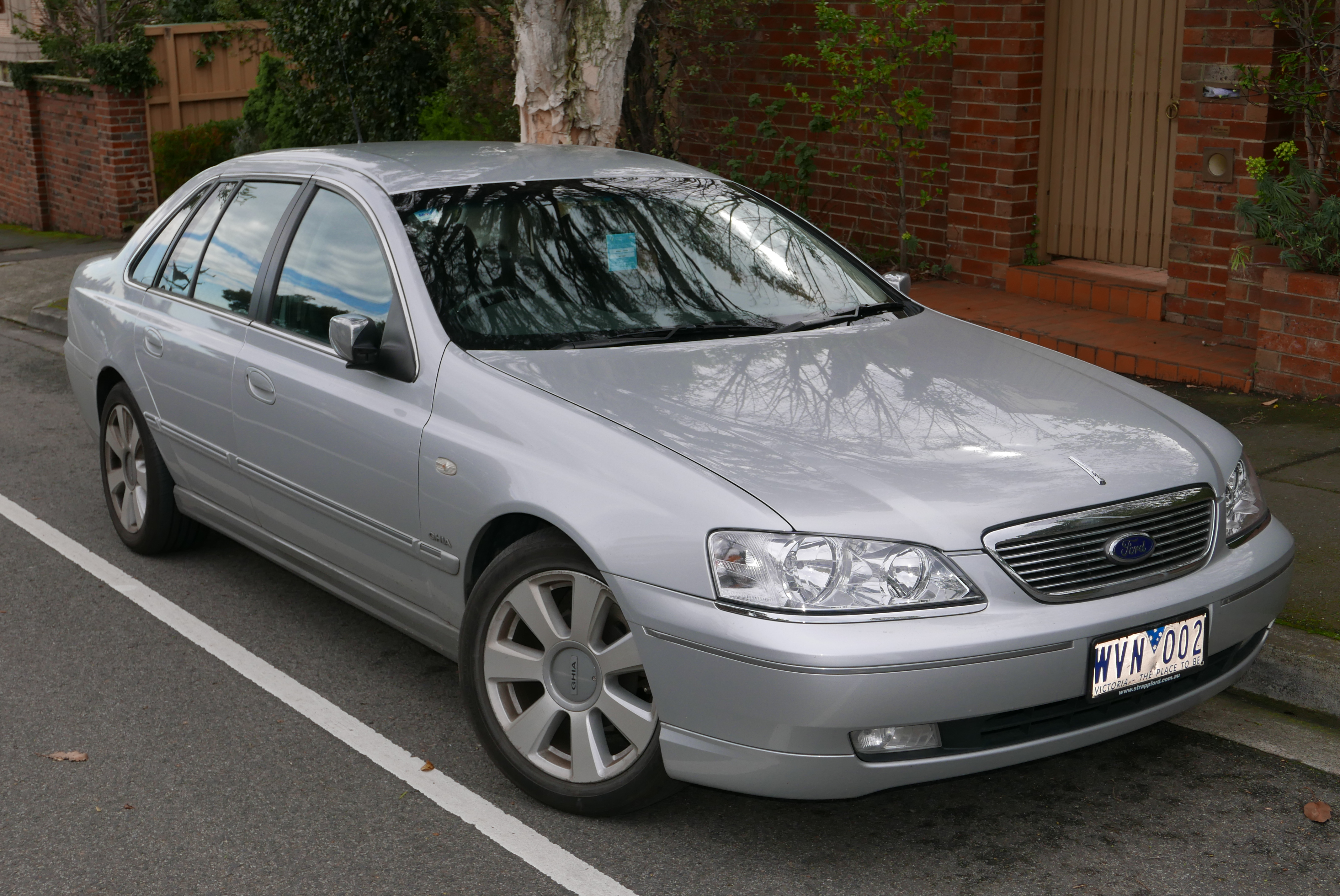
2007 Ford Fairlane (BF) Ghia
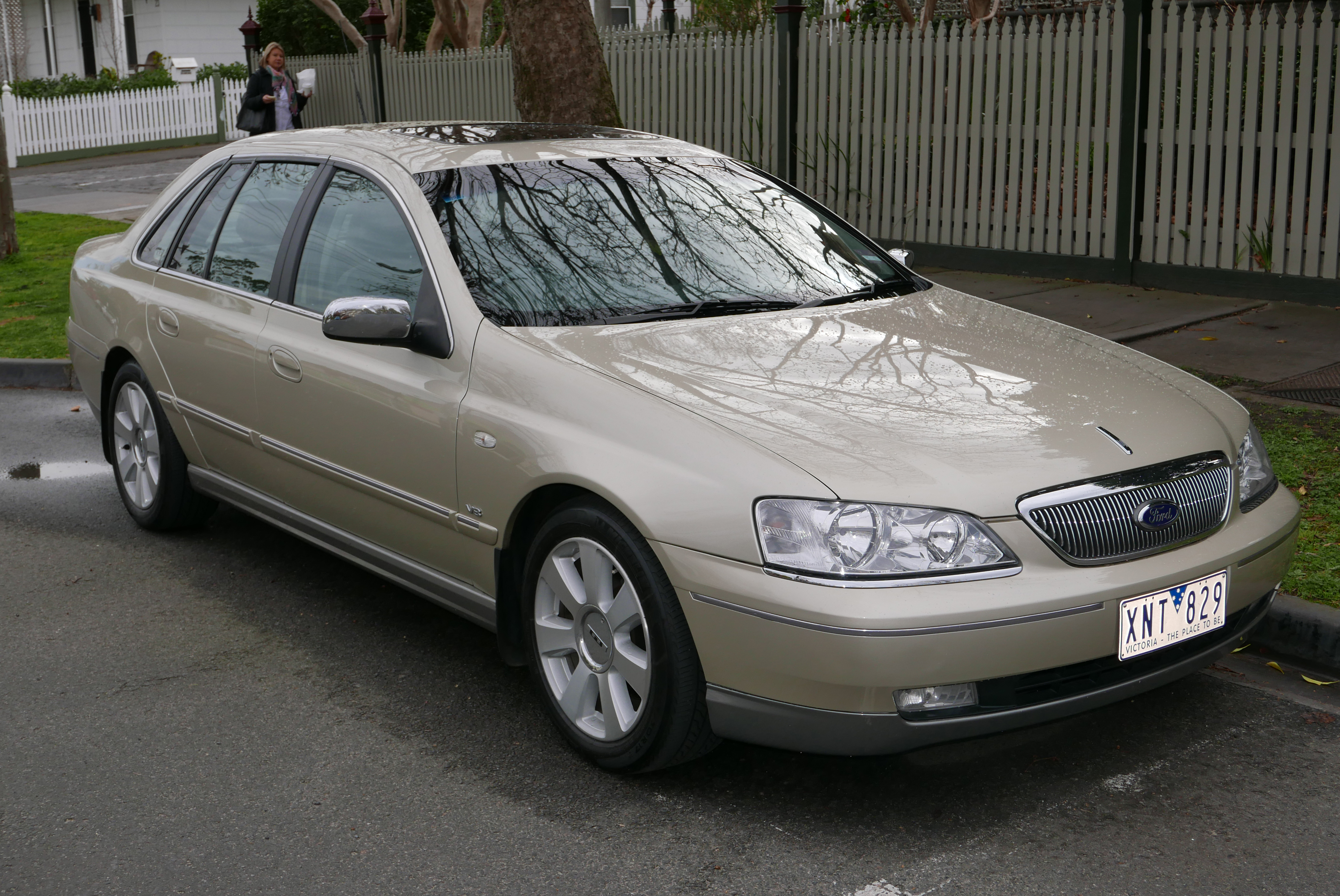
2005—2007 Ford LTD (BF)
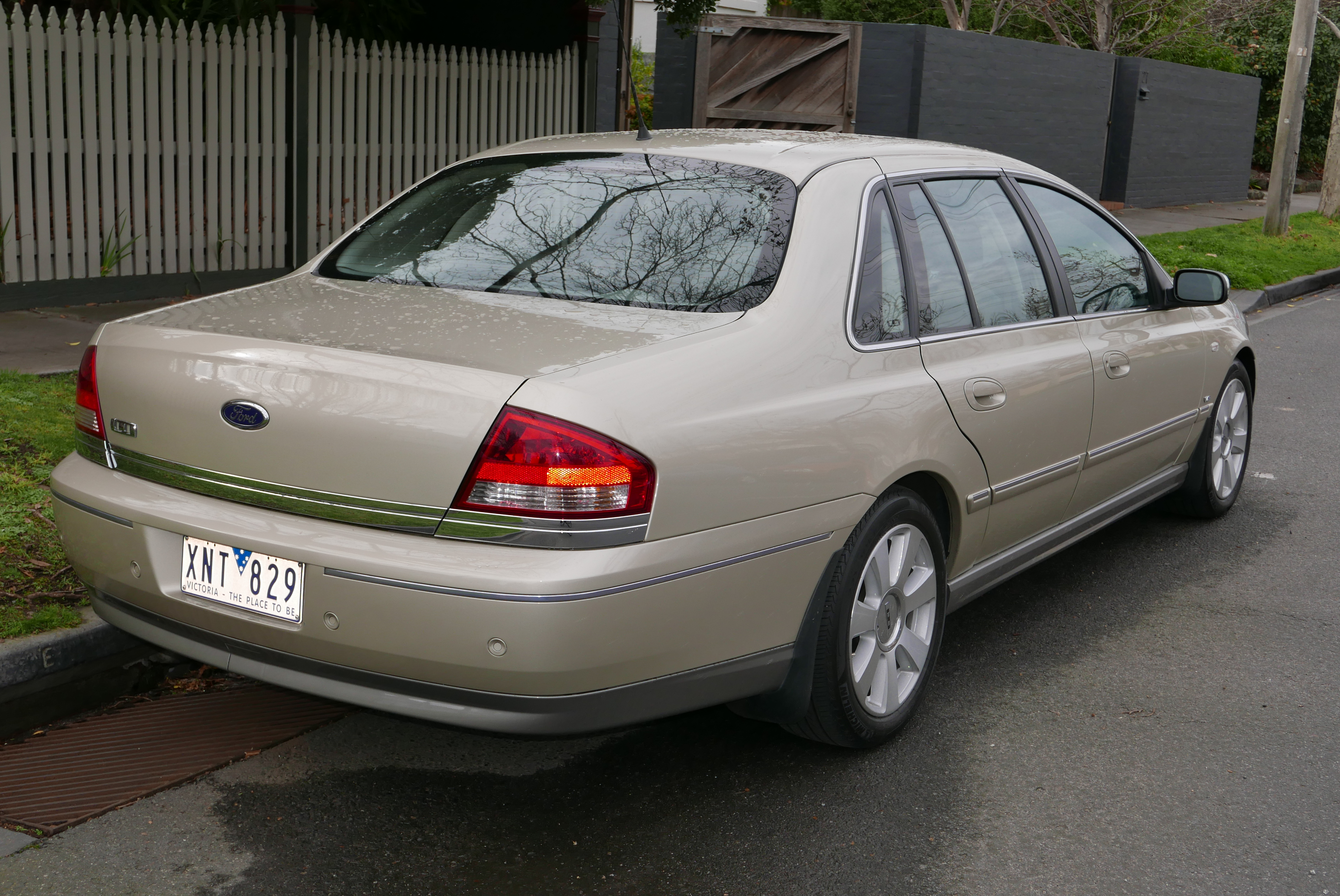
2005—2007 Ford LTD (BF)

## Продажи
| Вариант  | 1990 | 1991 | 1992 | 1993 | 1994 | 1995 | 1996 | 1997 | 1998 | 1999 |
| -------- | ---- | ---- | ---- | ---- | ---- | ---- | ---- | ---- | ---- | ---- |
| Fairlane |      | 3762 | 3908 | 4206 | 3219 | 5144 | 4145 | 4100 | 3097 | 4487 |
| LTD      |      | 459  | 533  | 544  | 376  | 816  | 568  | 419  | 330  | 320  |
| Вариант  | 2000 | 2001 | 2002 | 2003 | 2004 | 2005 | 2006 | 2007 |      |      |
| Fairlane | 2779 | 2306 | 2001 | 2389 | 2016 | 1829 | 1105 | 1703 | 114  | 13   |
| LTD      | 297  | 149  | 100  | 146  | 174  | 151  | 53   | 77   | 2    |      |